# Лютьенс, Гюнтер
Йоханн Гюнтер Лютьенс (нем. Johann Günther Lütjens; 25 мая 1889 — 27 мая 1941) — германский военно-морской деятель, адмирал кригсмарине (с 1 сентября 1940 года), прослуживший более 30 лет на германском флоте. Участник Первой и Второй мировых войн; во время Второй мировой войны был произведён в адмиралы и стал одним из командиров флота. Преимущественно известен как командующий операцией «Учения на Рейне» в 1941 году с линкором «Бисмарк», участвовавшим в рамках этой операции в своём первом и последнем походе. Лютьенс начал службу в Императорском германском флоте в 1907 году, во время Первой мировой войны участвовал в боевых действиях в Северном море и Ла-Манше против британцев. Конец войны он встретил в звании капитан-лейтенанта, в последующие годы служил в рейхсмарине (флот Веймарской Республики), заработав безупречную репутацию. После прихода к власти НСДАП и образования кригсмарине Лютьенс, благодаря знакомству с адмиралами Эрихом Редером и Карлом Дёницем, смог дослужиться до звания капитана-цур-зее и принять командование крейсером «Карлсруэ». В октябре 1937 года он был произведён в контр-адмиралы.
В начале Второй мировой войны Лютьенс участвовал в морских сражениях во время польской кампании и Датско-норвежской операции: за успех в последней был награждён Рыцарским крестом, Железного креста, позже назначен командиром флота кригсмарине и произведён в адмиралы. Также он участвовал в подготовке операции «Морской лев» по вторжению в Великобританию, руководил в январе — марте 1941 года морской операцией «Берлин» в Атлантике, а в мае 1941 года начал операцию «Учения на Рейне»: она проходила с участием линкора «Бисмарк» и тяжёлого крейсера «Принц Ойген», но завершилась катастрофой. Спустя трое суток после начала операции, 27 мая «Бисмарк» был потоплен британцами в Северной Атлантике, а Лютьенс и почти весь экипаж линкора погибли. В 1967 году бундесмарине, отдавая дань заслугам Лютьенса в развитии немецкого флота и подчёркивая его дистанцированность от политики, назвали его именем эсминец новой серии, которая позже также получила имя Лютьенса.

## Ранние годы

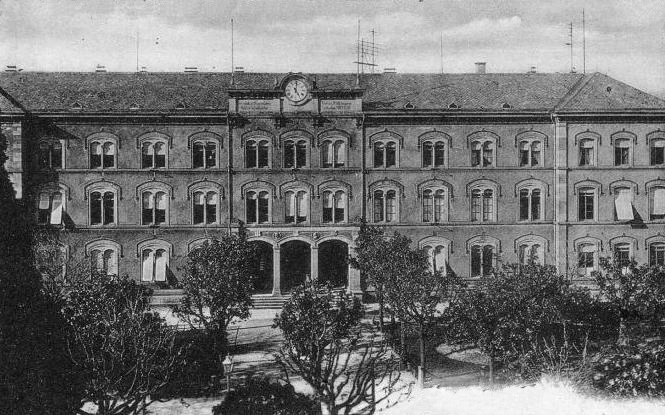
Фрайбургская гимназия Бертольда, 1900 год

Йоханн Гюнтер Лютьенс родился 25 мая 1889 года в городе Висбаден в прусской провинции Гессен-Нассау Германской империи. Его отец — продавец Йоханнес Лютьенс, мать — Луиза Лютьенс (урождённая Фольц). Своё детство Лютьенс провёл в городе Фрайбург-им-Брайсгау, где окончил в возрасте 17 лет гимназию Бертольда.
3 апреля 1907 года Гюнтер поступил в Германскую императорскую военно-морскую академию в Киле, начав службу на императорском флоте в качестве зеекадета и пройдя первичную подготовку. Первый год службы провёл на борту бронепалубного крейсера «Фрейя», где служил с 9 мая 1907 по 1 апреля 1908 года. Тогда же он совершил первое кругосветное путешествие. Позже стал слушателем офицерских курсов в Мюрвикском военно-морском училище. От сослуживцев удостоился прозвища «Пе Онтгенс» (нем. Pee Ontgens) в честь главного героя романа «Море» Бернхарда Келлермана, который был одной из его любимых книг. Окончил училище в 1910 году 20-м в списке из 160 кадетов, 21 апреля 1908 года получил звание фенриха-цур-зее. 1 апреля 1909 года зачислен в училище морской артиллерии (нем. Schiffsartillerieschule) в Киль-Вике (нем. Kiel-Wik), 1 июля 1909 года начал службу на борту миноносца «Вюртемберг».
Позже Лютьенс учился на пехотных курсах в составе 2-го морского батальона (нем. II. See-Bataillon), прежде чем 1 октября 1909 года начать службу на борту броненосца «Эльзас». 28 сентября 1910 года произведён в лейтенанты-цур-зее. С 26 сентября 1910 по 1 апреля 1911 года — член экипажа бронированного фрегата «Кёниг Вильгельм», с 1 апреля 1911 по 1 апреля 1913 года — член экипажа бронепалубного крейсера «Ганза». На борт «Кёнига Вильгельма» вернулся 1 апреля 1913 года, служил там до 1 октября в качестве инструктора юнг и кадетов. В то время «Кёниг Вильгельм», стоявший в Киле, использовался в качестве плавучей казармы и учебного судна. Также Лютьенс совершил ещё два кругосветных похода на борту «Ганзы». 27 сентября 1913 года произведён в оберлейтенанты-цур-зее.
В дальнейшем Лютьенс служил в составе 4-й миноносной флотилии (нем. 4. Torpedobootflottille) в качестве вахтенного. 1 октября 1913 года назначен младшим офицером 1-й дивизии миноносцев, служил вахтенным на миноносце G-169 2-й миноносной полуфлотилии(нем. II. Torpedoboot-Halbflottille) с 1 ноября. 24 декабря 1913 года вернулся в 1-ю дивизию, 14 марта 1914 года назначен вахтенным на миноносце G-152 из 2-й полуфлотилии.

## Первая мировая война
1 августа 1914 года, после начала Первой мировой войны Лютьенса перевели во флотилию гавани Яде (нем. Hafenflottille der Jade): 4 сентября 1914 года он принял командование миноносцем T-68 в составе 6-й полуфлотилии миноносцев. 7 декабря 1914 года он вернулся в расположение 1-й дивизии миноносцев, а со 2 января 1915 года стал слушателем курсов командиров тральщиков. По окончании курса он снова отправился в 1-ю дивизию миноносцев и 16 января 1915 года стал капитаном учебного миноносца T-21. Службу на нём он нёс до 14 марта, когда снова оказался в распоряжении 1-го дивизиона. 5 мая был переведён во флотилию миноносцев «Фландрия» (нем. Torpedobootsflottille "Flander"), в составе которой командовал миноносцами A-5 и A-20. С февраля 1916 года назначен командиром полуфлотилии A (нем. A-Halbflottille) в составе флотилии «Фландрия», став параллельно капитаном миноносца A-40. Эту должность он занимал вплоть до подписания Первого компьенского перемирия 11 ноября 1918 года, после чего вернулся в Антверпен, а оттуда — в Киль.
24 мая 1917 года Лютьенс был произведён в капитан-лейтенанты ВМС Германской империи. Командуя миноносцами во время несения службы у побережья Фландрии, он возглавлял нападение на Дюнкерк 23 марта 1917 года, участвовал в бою против четырёх британских миноносцев 2 мая того же года и возглавлял группу из пяти кораблей в боях против четырёх французских эсминцев 19 мая. За свою службу был награждён Рыцарским крестом с мечами ордена Дома Гогенцоллернов, Железным крестом 2-го и 1-го классов (1914 год) и рядом других военных наград. Службу на больших кораблях Лютьенс не любил.

## Межвоенные годы

### Веймарская республика
После войны Лютьенс был назначен начальником Морской транспортной службы (нем. Seetransportstelle) в Варнемюнде, в которой работал в периоды с 1 декабря 1918 по 24 января 1919 и с 8 февраля 1919 по 10 марта 1919 года. С 24 января по 8 февраля и с 8 июля по 15 сентября 1919 года он работал в аналогичной организации в Любеке. Также с 10 марта по 8 июля он находился в распоряжении Имперского морского министерства.
28 июня 1919 года после подписания Версальского мира численность личного состава ВМС Германии была сокращена до 15 тысяч человек (в том числе 1500 офицеров), а флот стал называться рейхсмарине. 15 сентября того же года Лютьенс был направлен в 3-й отдел береговой обороны (нем. III. Küstenwehrabteilung), а позже в 4-й отдел (нем. Küstenwehrabteilung) в качестве командира роты (нем. Kompanieführer). 1 января 1921 года переподчинён Штабу флота Северного моря, 7 июня направлен в отдел флота при Командовании ВМС. Его начальником был адмирал Пауль Бенке. До сентября 1923 года Лютьенс был начальником отдела флота при Командовании ВМС, занимаясь важными стратегическими и военно-морскими вопросами. В частности, он наблюдал за ходом Вашингтонской конференции и анализировал заключённое морское соглашение 1922 года. 4 октября 1923 года Лютьенс вернулся на миноносный флот, возглавив 3-ю полуфлотилию миноносцев.
26 сентября 1925 года Лютьенс стал 1-м адъютантом военно-морской станции в Северном море и занимал этот пост до 2 октября 1929 года. 1 апреля 1926 года был произведён в корветтен-капитаны. С 1 по 31 августа 1926 года он нёс службу на яхте «Аста» (нем. Asta), а с 5 по 9 декабря 1927 года был слушателем курсов офицеров экипажа миноносцев в Мюрвике. С 21 по 28 апреля 1928 года он принимал участие в учениях кораблей флота на борту эскадренного броненосца «Шлезиен», которыми руководил корветтен-капитан Альфред Заальвахтер. С 14 по 18 августа 1928 года Лютьенс участвовал в учениях по торпедной стрельбе, будучи снова в составе экипажа «Шлезиена». 3 октября 1929 года принял командование 1-й флотилией миноносцев в Свинемюнде, оставаясь на этом посту до 17 сентября 1931 года: за это время он успел стать слушателем курса офицеров ВМС (с 9 по 12 января 1930 года), участником торпедных учений (с 3 по 8 февраля 1930 года), слушателем курсов высшего офицерского состава ВМС по управлению (со 2 по 7 февраля 1931 года) и навигационных курсов (с 16 по 21 февраля 1931 года).
17 сентября 1931 года адмирал Эрих Редер направил Лютьенса в расположение военно-морского командования при Министерстве рейхсвера, а 1 октября тот был произведён во фрегаттен-капитаны. Изначально Лютьенс был начальником отдела при Управлении офицерского состава флотов и военно-морских сил (нем. Flotten- und Marineoffizierspersonalabteilung). 26 сентября 1932 года он возглавил Управление, оставаясь на этом посту до сентября 1934 года. 1 июля 1933 года произведён в капитаны-цур-зее.

### Нацистская Германия

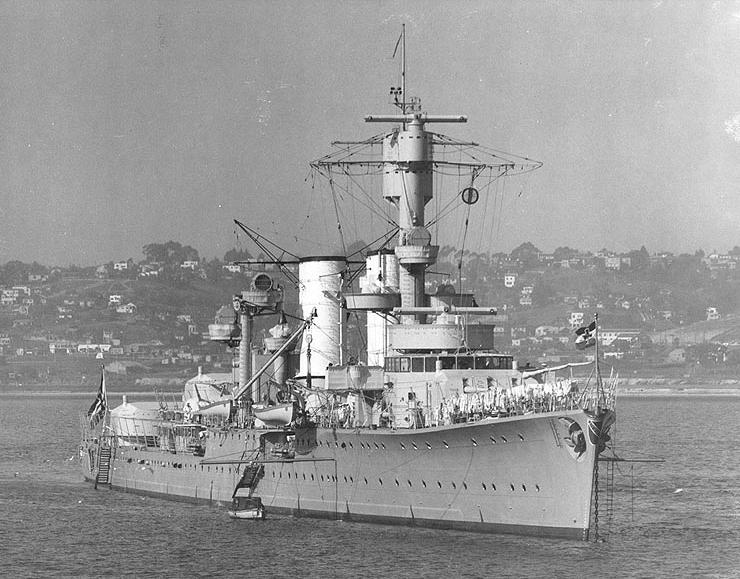
Немецкий крейсер «Карлсруэ» у побережья Сан-Диего, Калифорния, 1934 год

30 января 1933 года к власти в Германии пришла НСДАП во главе с Адольфом Гитлером, занявшаяся ремилитаризацией страны (в том числе перевооружением флота, переименованного в 1935 году в кригсмарине). 16 сентября Лютьенс принял командование крейсером «Карлсруэ», с которым совершил кругосветное плавание. Барон Буркард фон Мюлленгейм-Рехберг, самый высокопоставленный офицер из числа переживших гибель «Бисмарка», в то время был младшим офицером экипажа «Карлсруэ». Лютьенс вывел «Карлсруэ» в его четвёртое учебное плавание из гавани Киля 22 октября 1934 года, пройдя Скаген, Азорские острова и Тринидад, затем вывел его к восточному побережью Южной Америки, после чего прошёл мыс Горн и прошёл вдоль побережья Северной и Южной Америк до Ванкувера. С 25 января по 6 февраля 1935 года корабль находился в перуанском Кальяо, где проходили торжества по случаю 400-летия Перу. Обратный путь до Киля «Карлсруэ» проделал через Панамский канал, совершив остановки в Хьюстоне, Чарлстауне и Виго: в Киль он вернулся 15 июня 1935 года.
В июне 1935 года в Виго Лютьенс впервые встретился с Карлом Дёницем, будущим главнокомандующим кригсмарине. Дёницу к тому моменту доверили деятельность по восстановлению подводного флота Германии, однако в то лето он всё ещё нёс службу в надводных частях, командуя крейсером «Эмден». После прибытия в порт Дёниц встретился с адмиралом Редером, который сообщил ему, что Лютьенс скоро должен будет возглавить управление личного состава при штабе кригсмарине, а Дёницу доверят формирование корпуса будущих офицеров возрождённого немецкого флота. До 16 марта 1936 года был начальником штаба военно-морского района в Северном море, после чего был назначен начальником управления личного состава кригсмарине (прежде он работал в управлении в 1932—1934 годах). В 1937 году его назначили командующим миноносным флотом, флагманским кораблём которого был эсминец «Леберехт Маас»; в октябре того же года Лютьенс был произведён в контр-адмиралы.
Преемник Лютьенса на посту главы управления личного состава кригсмарине Конрад Патциг описывал Лютьенса как преданного офицера ВМС, который ставил военно-морскую службу выше партийных интересов. Патциг считал Лютьенса достаточно сложным человеком: он был суровым, жёстким, говорил мало и только по существу. Патциг считал его одним из наиболее способных офицеров ВМС, последовательным, проницательным и неподкупным, а в то же время и крайне обаятельным человеком для тех, кто был с ним знаком. Более того, преданность Лютьенса идеалам офицера флота означала, что он не был намерен жениться, пока ему не исполнится 40 лет: действовавший тогда офицерский кодекс гласил, что офицер вооружённых сил может вступить в брак только в том случае, если будет способен содержать будущую супругу. Также за время своего пребывания во главе Управления личного состава Лютьенс всячески препятствовал распространению действия Нюрнбергских расовых законов на кригсмарине и дистанцировался от нацистской политики, отказываясь менять кортик с императорской эмблемой на кортик со свастикой, а также никогда не пользуясь нацистским приветствием. В ноябре 1938 года Лютьенс, Дёниц и ещё один флагман осудили волну еврейских погромов, прокатившихся по стране; по словам Редера, погромы вызвали всеобщее возмущение на флоте. Однако протестное письмо Лютьенса было проигнорировано генерал-адмиралом Германом Бёмом

## Начало Второй мировой войны

### Польша и Северное море
На момент начала Второй мировой войны Лютьенс был командующим разведывательных сил кригсмарине (нем. Befehlshaber der Aufklärungsstreitkräfte / B.d.A.), состоявших из немецких эсминцев, миноносцев и крейсеров. 3 сентября 1939 года, спустя два дня после начала войны и вторжения немецких войск в Польшу, Лютьенс вышел в море на своём флагманском корабле, эсминце Z-1 «Леберехт Маас» в сопровождении эсминца Z-9 «Вольфганг Ценкер». Со своими силами он принял участие в бою против польских кораблей — минного заградителя «Грыф» и эсминца «Вихор» в гавани Гдыни. Силы Лютьенса открыли огонь по кораблям с расстояния примерно в 12,8 км: ответный огонь поляков вынудил немцев отойти и поставить дымовую завесу, чтобы не дать корабельной артиллерии поляков вести прицельный огонь. В результате обстрела береговых батарей один 152-мм снаряд, выпущенный из батареи у Хеля, угодил в надстройку эсминца Z-1: в результате взрыва погибли четыре человека, ещё четверо были ранены. Спустя 40 минут после начала боя Лютьенс приказал отступить, поскольку немецкие обстрелы оказались неэффективными. Группа Лютьенса вынуждена была отступить в Пиллау для дозаправки, а «Леберехт Маас» ушёл в Свинемюнде для ремонта.
17 октября 1939 года Лютьенс возглавил операцию в Северном море по минированию территориальных вод Великобритании. Флагманским кораблём был эсминец Z-21 «Вильгельм Хайдкамп», в группу Лютьенса входили также ещё шесть эсминцев с минами на борту. Экипаж Z-21 не нёс на своём борту мин и использовался в качестве прикрытия. Группа достигла эстуария Хамбер незамеченной и покинула его также необнаруженной. Вскоре первые британские транспортные суда стали подрываться на морских минах. Эту операцию, однако, Лютьенс больше не повторял. За успех его произвели в вице-адмиралы и перевели вместе со штабом на крейсер «Нюрнберг».

### Датско-норвежская операция

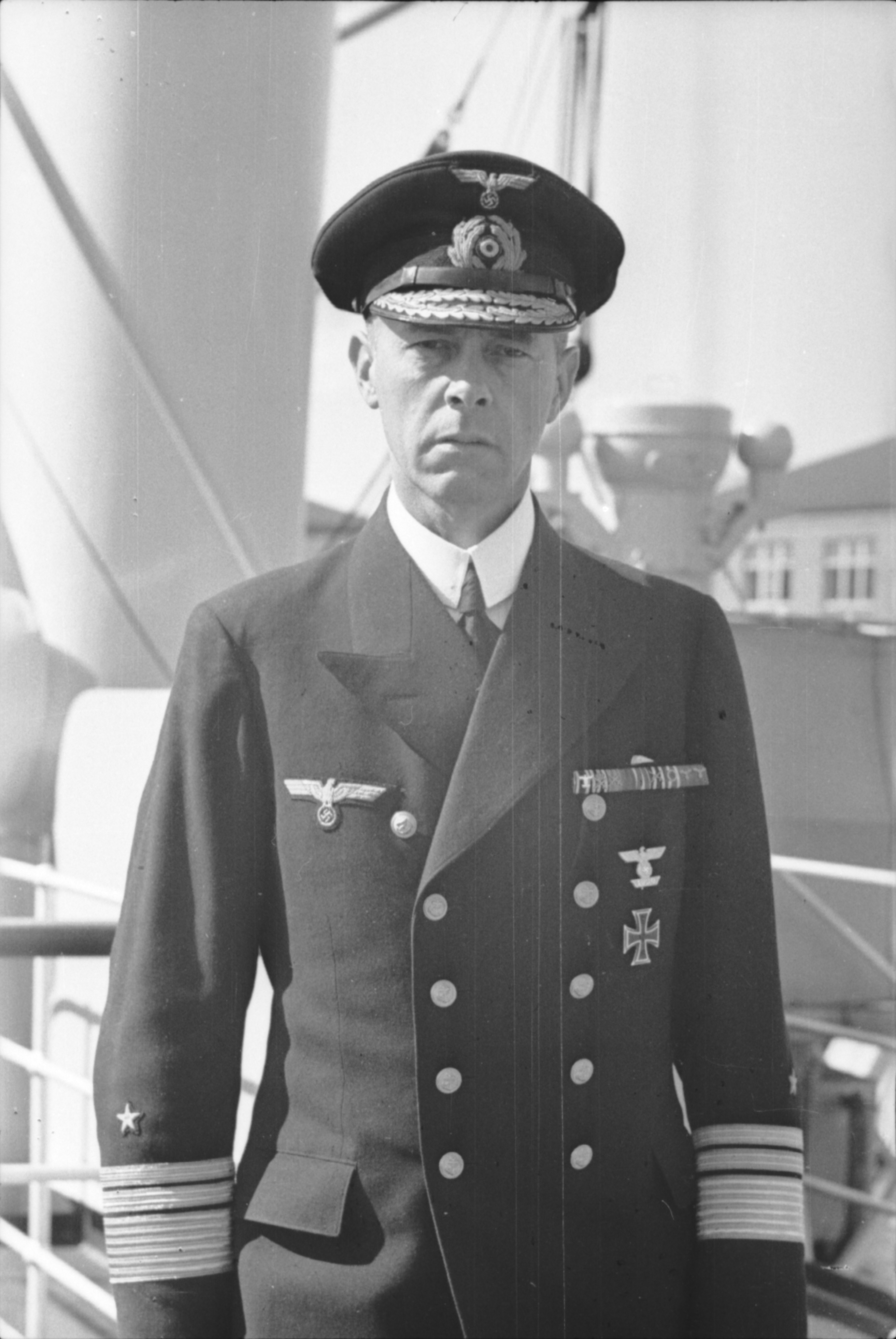
Вице-адмирал Лютьенс в апреле 1940 года

В апреле 1940 года во время Датско-норвежской операции, известной под кодовым названием «Везерюбунг», Лютьенс был произведён в вице-адмиралы. Он командовал силами дальнего прикрытия в Северном море, куда входили линкоры «Шарнхорст» и «Гнейзенау». Командующий надводным флотом Вильгельм Маршалл заболел незадолго до начала вторжения, поэтому командование морскими частями во время высадки немцев в Нарвике и Тронхейме принял сам Лютьенс.
Лютьенсу предстояло вести «Шарнхорст» и флагманский «Гнейзенау» в ходе операции по сопровождению группы из 10 эсминцев, которой командовал коммодор Фридрих Бонте. На борту этих эсминцев находился личный состав 3-й горнопехотной дивизии, командиром которой был Эдуард Дитль и которой предстояло захватить Нарвик. 6 апреля в присутствии адмирала Редера Лютьенс обратился к своим подчинённым, сообщив им цель и задачи операции: хотя у него были сомнения в разумности подобной операции, он всячески скрывал их от своего командования. Лютьенс рассчитывал на то, что плохая погода послужит прикрытием немецкого флота от авианалётов западных союзников. Однако в те дни небо было ясным, а бомбардировщики Берегового командования британских ВВС дважды совершали хоть и безрезультатные налёты на корабли, но сообщили о расположении немецкого флота, лишив кригсмарине эффекта неожиданности. Тем не менее, Лютьенс, следуя графику, всё же привёл войска к Нарвику. Имели место два случая, когда моряка кригсмарине смывало с палубы, однако Генрих Герлах, ответственный в штабе Лютьенса за планирование операций, отмечал, что попыток спасти моряков не предпринималось: отклонения от графика выполнения операции были недопустимы.
Далее Лютьенсу предстояло оттеснить британцев от Нарвика, прикрывая высадку немецких войск, и не допустить атак британского флота на немецкий флот и сухопутные части. В ходе наземной высадки силы Лютьенса столкнулись с оперативной группой британского флота, во главе которой шёл линейный крейсер «Ринаун». В 5:05 он открыл огонь и втянул силы Лютьенса в бой, исход которого остался неопределённым. Лютьенс отвёл немецкие корабли, не допустив нанесения им большого урона, и расценивал эту операцию как успех. В ходе последующих боёв Лютьенс изменил своё мнение о случившемся: он полагал, что генеральное сражение может хоть немного помочь немецкой группе эсминцев в Нарвике, которую он попросту вынужден был оставить перед лицом превосходившего по мощи противника. Однако риск столкновения с линкором «Родни», представлявшим серьёзную опасность, был также велик. В итоге сражение за Нарвик затянулось до июня: немцы потеряли 10 эсминцев, а коммодор Бонте был убит в бою, когда взорвался флагманский корабль группы эсминцев — Z-21 «Вильгельм Хайдкамп».
У Лютьенса была возможность нанести удар по британцам и уничтожить «Ринаун» в случае, если бы его атаковали с двух сторон «Шарнхорст» и «Гнейзенау», однако сопровождающие британские эсминцы были расположены так, что могли в таком случае оперативно вступить в бой. Начальник Лютьенса, адмирал Редер поддержал действия своего подчинённого не ввязываться в бой: если бы Лютьенс пошёл на столкновение, то тогда его корабли, находившиеся к востоку от британских, были бы чётко различимы для британцев на горизонте. В свою очередь, очертания британских кораблей, находившихся к западу от сил Лютьенса, были бы расплывчатыми для немецких моряков. Более того, если бы оба немецких корабля в бою с «Ринауном» утратили ход в результате попаданий, их могли бы добить торпедами британские эсминцы. Редер, исходя из этих положений, признал, что у британцев было тактическое преимущество. Вскоре Лютьенс встретился с немецким тяжёлым крейсером «Адмирал Хиппер» и 12 апреля достиг Вильгельмсхафена, избежав крупного морского сражения.
Лютьенс также принимал косвенное участие в другом морском сражении. Немецкие силы, которые высаживались в Тронхейме, возглавлял тяжёлый крейсер «Адмирал Хиппер»: в связи с тем, что один человек был смыт волной за борт, на его поиски были отправлены эсминцы Z-11 «Бернд фон Арним» и Z-18 «Ганс Людеман». В условиях густого тумана они столкнулись с британским эсминцем «Глоууорм» и вынуждены были отступить. «Адмирал Хиппер» потопил британское судно, однако сам был им протаранен и получил серьёзные повреждения. Когда Лютьенс вернулся в Вильгельмсхафен, то позже неоднократно корил себя за то, что оставил группу эсминцев Бонте в Нарвике. Позже Лютьенсу сообщили, что Маршалл оправился и снова принял командование надводными силами.

## Командующий флотом
В июне и июле 1940 года Лютьенс стал командующим линкорами и командующим флота кригсмарине (нем. Flottenchef) соответственно. Его предшественник на посту командующего флота, Вильгельм Маршалл, неоднократно спорил с Редером по поводу того, насколько командующий флота должен подчиняться приказам во время операций в море. Так, во время Норвежской операции Маршалл в нарушение приказов отправил линкоры «Шарнхорст» и «Гнейзенау» на перехват союзных сил, покидавших Норвегию. 8 июня 1940 года его корабли потопили британский авианосец «Глориес», а также два эсминца «Акаста» и «Ардент», но в том же бою в «Шарнхорст» попала торпеда, вызвавшая большие повреждения. Редер снял с должности Маршалла, назвав его действия недопустимыми для командующего флотом, расценив потопление трёх британских кораблей как «тренировку в стрельбе по мишеням», а нанесённый урон «Шарнхорсту» — своеобразным «ответом» на победу. 18 июня 1940 года Лютьенс окончательно сменил Маршалла на посту командующего флотом.
В послевоенные годы в своих воспоминаниях Редер писал, что был абсолютно уверен в командирских качествах Лютьенса, считая, что тому не было равных во флоте как в плане знания всех аспектов войны на море, так и в тактическом мастерстве; у Лютьенса также был солидный опыт штабной работы. Свои умения Лютьенс демонстрировал во всех рейдах вплоть до последнего сражения в жизни. Считаясь закрытым и неприступным для подчинённых человеком, он был в то же время «образцом целостности и надёжности». 14 июня 1940 года Гитлер, выразив благодарность Лютьенсу «за подготовку и ведение флота в бой», наградил его Рыцарским крестом Железного креста. Тем временем повреждённый в бою «Шарнхорст» встал на ремонт в Тронхейме, а Лютьенс на флагманском «Гнейзенау» совершил свой первый выход в открытое море в должности командующего флотом, находившегося на борту крупного корабля. 20 июня в 4 часа утра он отправился вместе с «Адмиралом Хиппером», «Нюрнбергом» и ещё одним эсминцем из Тронхейма в Северное море с целью отвлечь внимание британцев от «Шарнхорста», совершавшего переход из Норвегии в Германию. Хотя ему удалось отвлечь британцев, «Гнейзенау» через семь часов после начала операции был торпедирован британской подлодкой «Клайд». Из-за полученных им повреждений все корабли вынуждены были вернуться обратно в Тронхейм.

План операции «Морской лев»

В июле 1940 года началась подготовка к операции «Морской лев» по вторжению на Британские острова: люфтваффе ввязались в серию воздушных сражений против британцев за превосходство в воздухе, а командование кригсмарине начало разрабатывать план штурма побережья Южной Англии. Стратегию кригсмарине утвердил командир Западной военно-морской группы генерал-адмирал Альфред Заальвахтер. Лютьенс, отвечавший за осуществление всех морских операций, активно участвовал в разработке плана морского десанта. Штаб Лютьенса был расположен в Трувиле, у Гавра, однако его обустройство заняло много времени, и к работе он приступил только в августе 1940 года. На Фридриха Руге было возложено командование минными заградителями и тральщиками, которые должны были уничтожить британские мины для расчистки пути кригсмарине, а также поставить немецкие мины, чтобы сковать действия британцев. По указанию Лютьенса кригсмарине были переданы 1800 речных барж, 500 буксиров, 150 пароходов и 1200 моторных лодок, а для их обслуживания дополнительно призваны 24 тысячи человека.
В связи с нехваткой огневой мощи немецкого флота Лютьенс возложил на Руге всю организацию морского десанта. По плану, передовые отряды (нем. Vorausabteilungen) размером до батальона каждый должны были высадиться на побережье группами; за ними следовала техника, разминировавшая побережье, что дало бы возможность прибрежным артиллерийским судам и буксирам с танками на борту беспрепятственно подойти к побережью. На небольших моторных судах прибывали военные инженеры, которые убирали бы заграждения; их суда играли бы роль челноков между пляжем и крупными судами, откуда бы высаживались непосредственно немецкие войска на побережье. Для усиления огневой поддержки Лютьенс предлагал разместить броненосцы «Шлезиен» и «Шлезвиг-Гольштейн» на Варнской банке, чтобы они играли роль крупной огневой платформы. По расчётам Лютьенса, они могли бы перекрыть проход через Па-де-Кале. Если Редер поддержал этот план, то технические специалисты раскритиковали его, заявив, что старые броненосцы склонны к опрокидыванию, слишком уязвимы и плохо вооружены для борьбы против вражеского флота.
К сентябрю Лютьенс составил план вторжения: 16-я армия под командованием Эрнста Буша должна была высадиться на участке от Дила до Гастингса, где когда-то началось нормандское завоевание Англии, а 9-я армия высадилась бы на участке от Гастингса до Уэртинга к западу. Неизвестно, как оценивал шансы на успех Лютьенс: сражения в Норвегии лишили его возможности использовать какие-либо крупные корабли. В итоге план высадки был отменён в связи с тем, что в воздушной «битве за Британию» немцы не добились превосходства в воздухе, а фюрер обратился к плану покорения СССР. Дальнейшая стратегия кригсмарине свелась к уничтожению линий снабжения Великобритании, по которым из заморских владений и Северной Америки британцам поступали припасы: в качестве баз для подлодок и кораблей, которые могли бы вести действия против коммуникаций противника, использовались французские военно-морские базы.

## Операция «Берлин»
К зиме 1940 года крейсера «Шарнхорст» и «Гнейзенау» снова были готовы к боевым действиям. Им была дана новая задача — атаковать и уничтожать британские грузовые корабли, которые перевозили военные ресурсы в Великобританию. Для Лютьенса как командира флотом эта операция должна была стать первой операцией в рамках битвы за Атлантику. Эта операция получила кодовое название «Берлин». По плану операции, оба эти линкора должны были топить вражеские транспортные корабли, а более крупные «Бисмарк» и «Тирпиц» вели бы бои против охраны конвоев. Однако «Бисмарк» ещё занимался боевой подготовкой, а «Тирпиц» к концу 1940 года ещё не был достроен, поэтому операцию проводили только «Шарнхорст» и «Гнейзенау». 28 декабря 1940 года «Шарнхорст» и флагманский «Гнейзенау» вышли из немецких портов, предприняв первую попытку выхода в Атлантику, однако из-за плохой погоды Лютьенс приказал вернуть линкоры обратно в порты: «Гнейзенау» — в Киль, «Шарнхорст» — в Гдинген. Пока корабли стояли на ремонте, командование Западной военно-морской группы напомнило Лютьенсу о необходимости топить вражеские грузовые суда, а своим капитанам он передал следующий приказ: «Наша задача — отправить на дно как можно больше судов».
22 января 1941 года было объявлено об откладывании миссии ещё на несколько дней в связи с тем, что у норвежского побережья были обнаружены британские суда: их не сопровождали ни охотники за подлодками, ни эсминцы. Однако Лютьенс вскоре всё же вышел в море, решив пробираться в Северную Атлантику через воды между Исландией и Фарерскими островами. Британская разведка засекла передвижение его кораблей у Зеландии, о чём было доложено адмиралу флота Джону Тови: он распорядился отправить три линкора, 8 крейсеров и 11 эсминцев, которые перехватили бы немцев южнее Исландии. 28 января с борта британского крейсера «Наяд» были замечены немецкие корабли, которые намеревались пройти между Исландией и Фарерами: об обнаружении было своевременно доложено британскому командованию. Лютьенс немедленно принял решение взять ещё севернее, чтобы выйти в Северную Атлантику через Датский пролив, а 30 января решил дозаправить линкоры с помощью танкера «Торн» (Thorn) у острова Ян-Майен, прежде чем попытаться прорваться через Датский пролив. После дозаправки линкоры продолжили путь, а 4 февраля Лютьенс вышел в Северную Атлантику: на его счастье, Тови не поверил сообщению с «Наяды», решив, что моряки запечатлели мираж, и вернул корабли обратно в порты.

### Свободное плавание в Атлантике

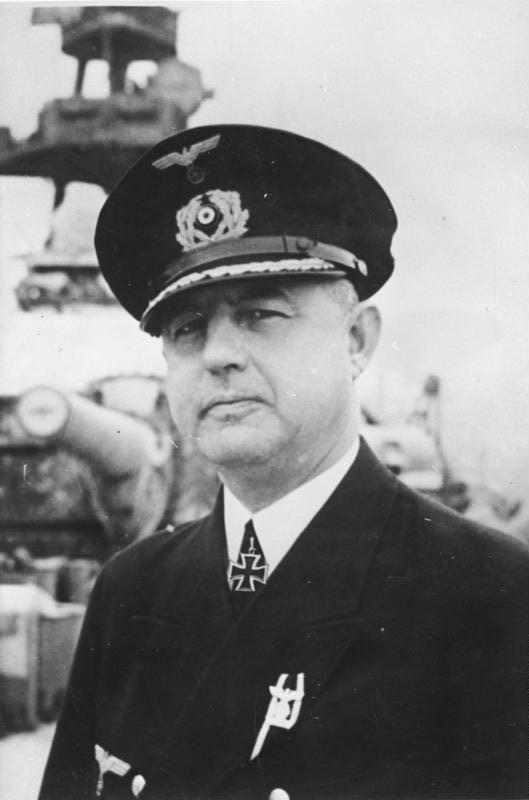
Капитан Гофман, Курт Цезар, подчинённый Лютьенса, участник операции

Инициатива перешла в руки Лютьенса. У него были два варианта дальнейших действий в Северной Атлантике: первым вариантом была атака конвоев HX и SC, курсировавших между Британией и Канадой (северная часть), вторым — атака конвоев SL и OG, курсировавших между Британией, Гибралтаром и Фритауном (южная часть). В итоге Лютьенс выбрал первый вариант, но чтобы запутать британцев, отправил на юг «Адмирал Хиппер». Эти действия Лютьенса расцениваются историками как ошибка: вне зависимости от направления у адмирала был приказ не вступать в бои с британцами. Лютьенсу не было известно, что тогда конвои на юге фактически не охранялись, а вот на севере, согласно приказу Адмиралтейства, каждый конвой сопровождался минимум одним крупным кораблём. Немецкая разведка доложила Лютьенсу, что в Галифаксе стоят линкоры «Рэмиллис» и «Ривендж»: адмирал предположил, что корабли могут достичь конвоев на расстоянии не более 1000 морских миль (1852 км) от своей базы, и, исходя из этого, занялся активно поисками подходящих конвоев в северной части оперативной зоны в качестве мишеней.
8 февраля отдел немецкой военно-морской разведки B-Dienst сообщил Лютьенсу о том, что 31 января из Галифакса вышел конвой HX-106, и адмирал решил взять его в «клещи», заходя с севера и юга. В качестве корабля сопровождения вместе с конвоем шёл линкор «Рэмиллис», вооружённый восемью 15-дюймовыми корабельными орудиями Mk I. Когда британский линкор оказался в поле зрения, Лютьенс последовал приказу Штаба руководства морской войной и не открыл огонь по противнику. Капитан «Шарнхорста» Курт Цезар Гофман попытался задержать продвижение «Рэмиллиса» и дать возможность «Гнейзенау» пострелять по грузовым суднам. Однако Лютьенс не понял намерения Гофмана, который не объяснил внятно причины своих действий. В последующих радиопереговорах Лютьенс обвинил Гофмана в неподчинении приказам, поскольку Гофман обязан был по первому же зову немедленно вернуться на позицию. В итоге «Рэмиллис» не оторвался от конвоя, и Лютьенс начал беспокоиться по поводу того, что британцы раскрыли их позиции и теперь последующие нападения на конвои будет крайне опасно проводить. Однако, как и в случае прохода между Исландией и Фарерами, немцам повезло: британцы сумели заметить только один корабль, приняв его за крейсер «Адмирал Хиппер», а адмирал Тови, оценивая сообщение с «Наяды» как ложное, всё ещё полагал, что крупные корабли немцев стоят в немецких портах. Так или иначе, но споры не повлияли на дальнейшие отношения Лютьенса и Гофмана.
15 февраля в акватории между Исландией и Канадой оба линкора встретились с танкерами «Эссо Гамбург» (Esso Hamburg) и «Шлеттштадт» (Schlettstadt). 22 февраля после недели безуспешных поисков и прохождения порядка 500 морских миль немецкий радар обнаружил пять пустых грузовых кораблей к востоку от Ньюфаундленда, которые шли без сопровождения в сторону американских портов. Однако конвой также обнаружил присутствие немцев, и в радиоэфире появились встревоженные сообщения от экипажей транспортов. Немцы быстро сблизились и после обстрела потопили четыре корабля. Пятый корабль, «Харлесден» (Harlesden) водоизмещением 5500 т, который нёс на своём борту мощный беспроводной передатчик, на время ушёл от немцев. Лютьенс решил не пытаться глушить источник сообщений, а приказал отправить гидросамолёт Arado Ar 196 для обнаружения судна. По возвращении пилот Arado сообщил, что обнаружил судно, однако сам был обстрелян. Пользуясь предоставленными координатами, линкоры добрались до «Харлесдена», потопив его в 23:00. Всего за день были потоплены корабли суммарным водоизмещением в 25 тысяч тонн. Однако все эти события произошли достаточно далеко от баз, а боеприпасов было израсходовано слишком много. Лютьенс впервые с 8 февраля нарушил радиомолчание, приказав танкерам «Эссо Гамбург» и «Шлеттштадт» прийти на встречу у Азорских островов, где линкоры должны были пополнить припасы. 26 февраля на борта танкеров «Эрмланд» (нем. Ermland) и «Фридрих Бреме» (нем. Friedrich Breme) были переведены 180 военнопленных, захваченных во время боёв 22 февраля (в тот же день погибло 11 моряков стран западных союзников).
Недовольный отсутствием достаточного количества мишеней на севере, Лютьенс приказал идти к побережью Западной Африки. 3 марта он достиг островов Зелёного Мыса, а 5 марта приказал отправить гидросамолёт на разведку, однако через 4 часа у того закончилось топливо. Впрочем, упорство Лютьенса в этот раз было вознаграждено: в 23:00 того же дня он получил по радио сообщение о том, что подлодкой U-124 засечены два крупных корабля недалеко от местонахождения немецких линкоров. Самолёт Arado пролетел над субмариной, которая получила предупреждение о том, что рядом находятся два немецких боевых корабля. 7 марта конвой SL-67, сопровождаемый линкором «Малайя», попал в поле зрения немцев. Лютьенс, следуя приказам, снова не открыл огонь по боевому судну, но продолжил слежку за конвоем, отдав распоряжения экипажам подлодок U-124 и U-105 атаковать противника. Первая подлодка потопила пять грузовых судов, вторая — одно. Когда стемнело, Лютьенс собирался продолжить движение за конвоем, однако в итоге было принято решение отправиться к кораблям с припасами, что в итоге позволило избежать столкновения с «Малайей». На обратном пути немцы потопили грузовое судно «Марафон» (Marathon) водоизмещением 7926 т, перевозившее уголь в Александрию.

### Отход во Францию
11 марта Лютьенсу поступила радиограмма от Западной военно-морской группы, в которой сообщалось: тяжёлые крейсеры «Адмирал Шеер» и «Адмирал Хиппер» готовились приступить к боевым действиям из Северной Атлантике. Немецкая разведка получила предупреждение о том, что из Гибралтара на запад могут выйти крупные силы Средиземноморского флота, вследствие чего Лютьенсу поступило указание отвлечь британцев на себя, чтобы позволить «Шееру» и «Хипперу» пройти беспрепятственно через Датский пролив. Адмирал решил, что лучший способ привлечь внимание британцев — пройти в Брест, пересекая маршрут конвоя HX, и отправился вместе со всеми кораблями сопровождения на перехват конвоя: они находились в 30 милях от флагмана в точке 39° с. ш. и 46° з. д. Лютьенсом были перехвачены три корабля: норвежский танкер «Бьянка» (Bianca, 5688 т), норвежское судно «Поликарб» (Polykarb, 6500 т) и британское судно «Сан-Казимиро» (San Casimiro, 8000 т). Он собирался захватить все эти три судна, а экипаж вывезти в Бордо. В итоге до Бордо удалось довести только «Поликарб», в то время как остальные два немецким экипажам пришлось пустить на дно в связи с приближением линейного крейсера «Ринаун».
Вспомогательные суда «Укермарк» (Uckermark) и «Эрмланд» (Ermland) просигнализировали о том, что обнаружили ещё один конвой. Играя роль своеобразных «овчарок», охраняющих конвой, они вывели конвой прямо в зону обстрела немецких линкоров. 15 марта Лютьенс приказал открыть огонь, и в результате обстрела были потоплены суда «Эмпайр оф Индастри» (Empire of Industry, бывшее немецкое судно), «Мангкай» (Mangkai, бывшее немецкое судно «Шеер» — Scheer), «Сильверфикс» (Silvefix), «Демертон» (Demerton), «Гранди» (Grandi), «Роял Краун» (Royal Crown) и «Мизон» (Myson, французское судно). Среди атакованных кораблей один оказал сопротивление — судно «Чилин Рифер» (Chilean Reefer) водоизмещением 1800 тонн под прикрытием дыма открыло огонь по «Гнейзенау». Опасаясь, что это был вражеский крейсер, немцы отвели свои корабли на безопасное расстояние и огнём из основных орудий потопили судно: на уничтожение было затрачено 73 снаряда. Через 15 минут появился линкор «Родни», сделавший предупредительный залп: Лютьенс заподозрил, что потопленное им вооружённое судно было всего лишь разведывательным. В переговорах с британцами Лютьенс представился как капитан крейсера «Эмералд», пытаясь выиграть время, чтобы отступить: его уловка сработала, и «Родни» остановился, чтобы подобрать выживших с «Чилин Рифер». Лютьенс направил свои корабли в Брест, везя с собой 200 пленников. 20 марта его обнаружил самолёт с авианосца «Арк Ройял», но Лютьенс довёл корабли до Бреста, избежав столкновения с британцами, и достиг порта 22 марта в 7:00. Путешествие протяжённостью 17800 морских миль (33700 км) за 59 дней стало самым продолжительным для немецких крупных кораблей.
В ходе операции, продолжавшейся формально с 22 января по 22 марта, команда Лютьенса, по одним данным, потопила 13 торговых судов и танкеров; по другим данным, потопила 21 транспорт и захватила ещё один. Редер был доволен успехами Лютьенса, который в точности выполнил его инструкции и правильно оценил обстановку, а саму операцию гросс-адмирал назвал «безупречной». В то же время Штаб командования морскими силами критически оценил ситуацию: признавая важность ограничений, поставленных на действия адмирала, штаб полагал, что Лютьенс мог попросить командование предоставить ему больше свободы действий после стычки с «Рэмиллисом». Офицеры штаба полагали, что тактическая оценка Гофманом ситуации была верной в тот момент.

## Операция «Учения на Рейне»

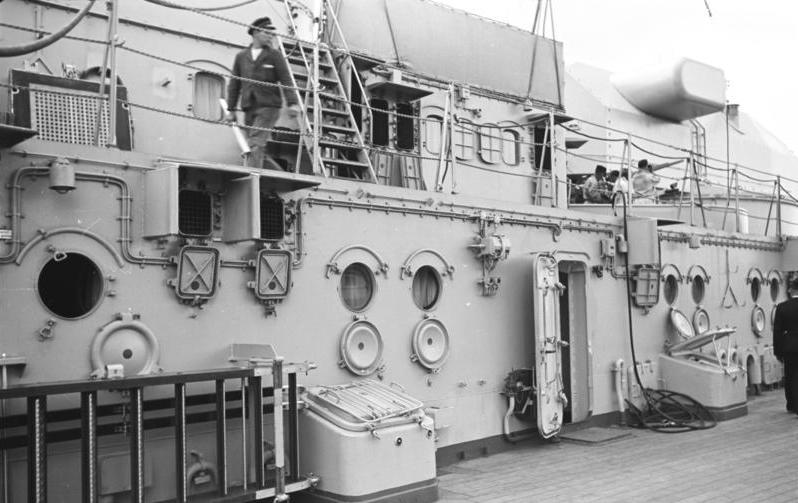
Верхняя палуба кормы «Бисмарка» за башней «Цезарь», где находились каюты и рабочее место адмирала и его штаба

Успех операции «Берлин» способствовал тому, что 2 апреля 1941 года адмирал Эрих Редер издал директиву «Будущие операции надводных сил», отметив роль тяжёлых кораблей в борьбе с коммуникациями противника: по его мнению, сохранение давления со стороны тяжёлых кораблей вынудило бы британцев перебросить дополнительные силы из Средиземного моря в Атлантику, что изменило бы баланс сил в Средиземном море. Исходя из этой директивы, немцы начали подготовку к новой операции под названием «Учения на Рейне», в которой должны были участвовать два самых мощных линкора Германии — «Бисмарк» и «Тирпиц», выходившие из Германии. По первоначальной задумке, при нападении на британский конвой один немецкий линкор должен был связать боем линкор охранения англичан, а второй линкор — непосредственно атаковать транспорты. Планы пришлось изменить в связи с тем, что «Тирпиц» не был приведён в боевую готовность: Редер намеревался использовать вместо «Тирпица» тяжёлый крейсер «Принц Ойген» в качестве сопровождения «Бисмарка» и вывести второй отряд из Бреста, состоявший из линкоров «Шарнхорст» и «Гнейзенау». Однако оба эти корабля не смогли покинуть гавань Бреста: на «Шарнхорсте» обнаружилось множество технических проблем, из-за чего корабль надолго встал на ремонт, а «Гнейзенау» 6 апреля 1941 года был повреждён британской авиаторпедой. В итоге к операции оказался готовым один только «Бисмарк».
Подготовку операции и составление директив осуществляли Западная группа морского командования (нем. Marinegruppenkommando West) во главе с генерал-адмиралом Альфредом Заальвахтером и Восточная группа морского командования (нем. Marinegruppenkommando Ost) под командованием генерал-адмирала Рольфа Карльса. 8 апреля 1941 года Лютьенс встретился с адмиралом Карлом Дёницем в Париже и договорился о выполнении следующих приказов в ходе операции:

1. Подводные лодки будут находиться на обычных позициях.
2. Если в то время, когда надводные корабли будут в море, возникнет возможность совместных действий с подводными лодками, следует предпринять максимальные усилия, чтобы её использовать. Для этой цели на «Бисмарк» будет назначен опытный офицер-подводник.
3. Лютьенс будет постоянно информироваться о местонахождении подводных лодок и намерениях командования подводного флота на длинных волнах, используемых подлодками.

22 апреля 1941 года был издан приказ о проведении операции «Учения на Рейне» с участием линкора «Бисмарк» (командир — капитан-цур-зее Эрнст Линдеман) и тяжёлого крейсера «Принц Ойген» (командир — капитан-цур-зее Гельмут Бринкман). В качестве вспомогательных сил в операции также участвовали четыре субмарины, оперировавшие на линии пути конвоев Англия — Галифакс; несколько подводных лодок, действовавших в Северной и Южной Атлантике, а также три корабля снабжения и пять танкеров. Основной задачей оставалось уничтожение судов: «Бисмарк» должен был сковывать боем вражеский эскорт, а «Принц Ойген» — топить вражеские транспортные корабли. В оперативную зону вошла почти вся Северная Атлантика к северу от экватора (за исключением вод нейтральных государств).

### Сомнения в успехе операции
Начало операции было запланировано на 26 апреля 1941 года, в новолуние, но Редер ждал этого дня с тревогой из-за череды непредвиденных обстоятельств. Так, из-за спешки была отменена программа испытаний артиллерии «Бисмарка», а 17 апреля была повреждена катапульта правого борта, которую заменили через трое суток. Участие «Принца Ойгена» также откладывалось из-за его неготовности: 22 апреля при переходе из Готхафена в Киль «Принц Ойген» был повреждён, наткнувшись на магнитную мину. Начало операции перенесли на середину мая. 26 апреля Лютьенс прибыл в Берлин на встречу с Редером и получил от него приказ о начале миссии, при этом выразив своё несогласие с планом операции и настояв на сдвиге сроков на четыре месяца для гарантии успеха: столько времени требовалось для полной подготовки «Тирпица», «Шарнхорста» и «Гнейзенау»; «кормить по ложечке» флот стычками с противником Лютьенс считал неправильным решением.
Однако Редер не внял доводам Лютьенса и заявил, что промедление с началом операции будет играть на руку противнику, поэтому ему нельзя дать нанести упреждающий удар (с этими аргументами был, в принципе, согласен и сам Лютьенс). Редер полагал, что этот рейд должен был заставить британцев перебросить часть своих морских сил из Средиземного моря и ослабить давление на морские коммуникации итальянцев и немцев в Северной Африке, но признавал, что для операции в Атлантике необходимо участие всех доступных крупных кораблей. Бросать в бой ещё не введённый в строй «Тирпиц» Редер не хотел, однако он боялся, что в войну на стороне Запада могут вступить США, если затягивать с началом операции. Редер дал указания Лютьенсу действовать крайне осторожно, не ввязываясь в авантюры, но в случае неизбежного сражения Лютьенсу предоставлялась полная свобода действий и право использовать всю огневую мощь для уничтожения врага: только Лютьенс мог давать оценку ситуации и, исходя из неё, принимать решения. Позже Редер писал, что отдал должное Лютьенсу, который не побоялся прямо выразить своё отношение к операции: полностью убедить его в своей правоте Редер не смог, но они достигли определённого взаимопонимания.
После встречи с Редером Лютьенс обратился за советами к своим знакомым, сначала переговорив с начальником оперативного отдела Редера Куртом Фрике. Когда тот спросил, что бы сделал Лютьенс в случае встречи с превосходящими силами противника, то адмирал ответил, что немедленно отступил бы, следуя законам флота. Позже он обратился к своему другу Конраду Патцигу, которого знал с 1907 года: Патциг также заявил, что предпочёл бы остаться в порту в подобной ситуации, поскольку использовать всего один крупный корабль в такой операции было бы большим риском. Лютьенс согласился с ним, но побоялся, что в случае отказа от командования его заклеймят трусом. Прощаясь с Патцигом, он произнёс пророческие слова:

Мне становится ясно, что при неравном соотношении сил рано или поздно я должен буду принести себя в жертву. Я разобрался со своей личной жизнью, поэтому я полон решимости исполнить порученную мне задачу тем или иным способом.
Оригинальный текст (нем.)Ich bin mir darüber klar, dass ich mich bei dem ungleichen Verhältnis der Kräfte doch früher oder später opfern muss. Ich habe mit meinem privaten Leben abgeschlossen, und ich bin entschlossen, die mir zugefallene Aufgabe ehrenvoll zu lösen, so oder so.

На той же встрече с Патцигом Лютьенс обратился к вице-адмиралу Гансу-Эриху Фоссу, члену штаба Редера, со словами: «Я хочу попрощаться. Я не вернусь. При превосходстве британцев вероятность остаться в живых ничтожно мала». Наконец, он встретился со своим бывшим начальником Вильгельмом Маршаллом в Норвегии, который посоветовал Лютьенсу не следовать слепо приказам Редера, поскольку ситуация в Атлантике могла измениться в любой момент. Однако Лютьенс в ответ заявил, что будет исполнять приказы в точности, поскольку Маршалла и ещё одного командующего флотом сняли с должности за самоуправство, и Лютьенс не намеревался стать третьим в этой компании.
Одну из последних попыток отменить операцию предпринял невольно Адольф Гитлер, который 5 мая посетил порт Готенхафен, осмотрев «Бисмарк» и «Тирпиц», и публично выразил сомнения в целесообразности операции в Атлантике, однако Лютьенс настоял на поддержке плана Редера, заверив фюрера в успехе операции. Сам фюрер при этом был сосредоточен на реализации плана «Барбаросса» и особого внимания операции «Учения на Рейне» не уделял. Положение Лютьенса осложнялось также тем, что командир «Бисмарка» Эрнст Линдеман узнал от Карла Топпа о результатах военных игр с участием «Тирпица», проведённых командованием кригсмарине. В ходе игр планировалось узнать, может ли корабль класса «Тирпица» незамеченным выйти в Атлантический океан, но всякий раз при моделировании ситуации оказывалось, что обнаружение будет неизбежным. Историки полагают, что Линдеман не мог сокрыть подобную информацию от адмирала Лютьенса.
В канун операции «Учения на Рейне» в штаб Лютьенса вошли следующие офицеры:
| Имя                       | Звание                                                                   | Должность                                                                         |
| ------------------------- | ------------------------------------------------------------------------ | --------------------------------------------------------------------------------- |
| Харальд Нетцбандт         | Капитан-цур-зее                                                          | Начальник штаба                                                                   |
| Эмиль Мельмс              | Капитан-цур-зее                                                          | 2-й помощник адмирала, начальник артиллерии, начальник управления личным составом |
| Доктор Ганс-Релефф Риге   | Врач флота (нем. Flottenarzt), посмертно Адмирал-врач (нем. Admiralarzt) | Врач при командовании флота                                                       |
| Хельмут Маршалл           | Главный советник по управлению (нем. Hauptregierungsrat) резервами       | Метеоролог                                                                        |
| Пауль Ашер                | Фрегаттен-капитан                                                        | 1-й помощник адмирала                                                             |
| Карл Таннеман             | Фрегаттен-капитан (инженер), посмертно капитан (инженер)                 | Инженер флота                                                                     |
| Доктор Эдуард Лангер      | Старший военный судья ВМС (нем. Marineoberkriegsgerichtsrat)             | Военный судья ВМС                                                                 |
| Ганс Ницшке               | Корветтен-капитан                                                        | 4-й помощник адмирала                                                             |
| Доктор Хайнц Экстернбринк | Помощник советника по управлению (нем. Hilfsregierungsrat)               | Метеоролог                                                                        |
| Генрих Шлютер             | Морской технический советник (нем. Marinebaurat)                         |                                                                                   |

### Оперативные решения

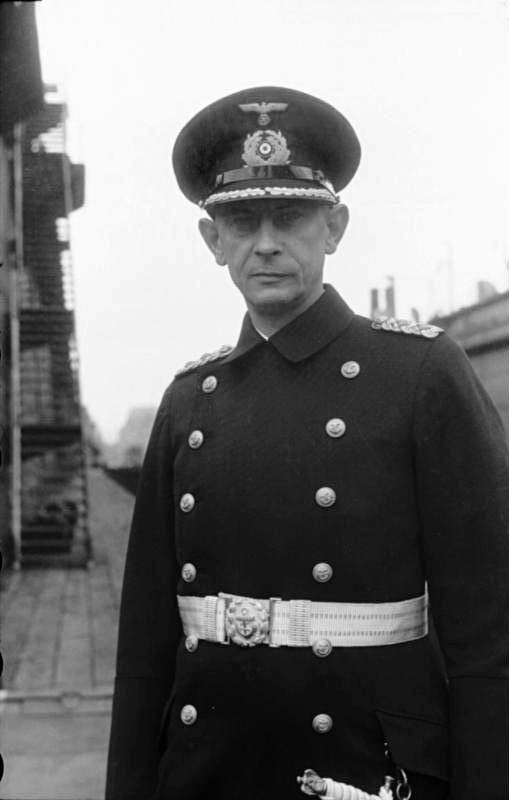
Командир «Бисмарка» капитан-цур-зее Эрнст Линдеман

12 мая штаб Лютьенса перебрался на «Бисмарк», а 16 мая адмирал подал рапорт о полной готовности обоих кораблей к началу операции, запланированной на 18 мая. В назначенный день корабли вышли в море, получив приказ пройти пролив Большой Бельт; Лютьенс же сообщил Линдеману и Бринкману, что намерен выйти за Северный полярный круг и дозаправиться в море. Первую дозаправку «Бисмарк» и «Принц Ойген» провели 18 мая, ещё будучи в Балтийском море: из-за разрыва заправочного шланга линкор недобрал около 200 т топлива, порядка 1000 т топлива он сжёг в пути до Норвегии. В Большой Бельт оба корабля вошли в ночь с 19 на 20 мая, достигнув Каттегата 20 мая; на всём пути прикрытие немецкой группе обеспечивали силы люфтваффе. Однако, несмотря на все усилия экипажа по маскировке, британцы узнали о выходе двух крупных кораблей благодаря докладам шведского экипажа крейсера «Готланд» о случайной встрече с кораблями 20 мая в 15:00 у западного побережья Швеции. Шведы доложили в Стокгольм об обнаружении группы из двух больших кораблей, трёх эсминцев, пяти эскортных кораблей и 10—12 самолётов; от полковника Рошера Лунда, получившего всю эту информацию от лейтенанта-коммандера Эгона Тернберга, эти сведения получил британский военный атташе в Стокгольме командор Генри Дэнем (англ. Henry Denham). Также определённые сведения о передвижениях немцев доложили члены норвежского Сопротивления (в тот день в промежуток между 21 и 22 часами британцам доложил командир норвежского партизанского отряда Вигго Аксельсен) и британская воздушная разведка.
Утром 21 мая, спустя трое суток после начала операции, «Бисмарк» находился в норвежских водах, когда Лютьенс неожиданно приказал произвести дозаправку в Гримстадфьорде около Бергена, не сообщив ни Линдеману, ни Бринкману о своём решении по дозаправке и не представив никаких объяснений. Однако в то время, как «Принц Ойген» уже завершал дозаправку, Лютьенс неожиданно отказался дозаправлять «Бисмарк». Из-за разрыва одной из труб топливопровода удалось заправить только 6 тысяч тонн топлива: ещё 2 тысячи предстояло заправить, когда «Бисмарк» был бы уже в море. Лютьенс рассчитывал провести очередную бункеровку (дозаправку топлива) с помощью танкера «Вайссенбург», который находился в водах Северного Ледовитого океана у острова Ян-Майен: хотя линкору пришлось бы пройти ещё лишние сутки, это снизило бы шансы на обнаружение британцами. Однако в итоге даже там заправка не состоялась. Возможной причиной смены курса в Норвегию и последующего отказа от дозаправки с «Вайссенбурга» могло стать не только преждевременное обнаружение, но и установившаяся хорошая погода: историки полагают, что Лютьенс в первом случае мог настоять на прорыве в Северную Атлантику именно при плохой погоде. Во втором случае Лютьенс заявил, что не будет дозаправляться с «Вайссенбурга» в море, если погода не улучшится, поскольку мог посчитать её хорошей для прорыва.
22 мая британцы, совершая разведывательный полёт под видом налёта на Берген, сделали несколько фотоснимков, обнаружив линкор «Бисмарк». Лютьенс, расшифровав перехваченный сигнал шведов, предупредил команду о том, что его группа была обнаружена немцами; сам же адмирал Рольф Карльс считал невероятным, чтобы шведы передали британцам предупреждение. В тот же день Лютьенсу доложили, что в Скапа-Флоу на базе находятся приведённые в готовность четыре британских линкора, большая группа эскортных эсминцев и, по некоторым данным, авианосец. В то же время в ночь с 21 на 22 мая эту базу покинули флагманский корабль, линкор «Худ» (вице-адмирал Ланселот Холланд) и линкор «Принц Уэльский» в сопровождении шести эсминцев: они решили поддерживать крейсерский дозор, куда уже вошли крейсеры «Бирмингем» и «Манчестер». В связи с угрозой приближения немецких судов в дозор были направлены крейсеры «Аретуза» и «Саффолк»; получили новые приказы авианосец «Викториес» и линейный крейсер «Рипалс», ранее направленные из ирландских портов для охраны конвоев WS. Также в главной базе Скапа-Флоу были приведены в боеготовность линкор «Кинг Джордж V», 2-я эскадра лёгких крейсеров из пяти кораблей и ещё пять эсминцев. Таким образом, сообщение разведки о том, сколько и какие корабли присутствуют на базе, не соответствовало истине: немецкая авиаразведка преувеличила силы, находящиеся на базе, поскольку многие корабли уже были в море. Однако это сообщение могло повлиять на решение Лютьенса не затаиться и ждать развития событий, а идти напролом в Атлантику: все сомнения у Лютьенса по поводу выбора маршрута могли исчезнуть после получения заведомо неверных сведений от разведки, и он решил идти через Датский пролив. Считается, что это могло также способствовать тому, что была отменена дозаправка в Гримстадфьорде.
У Лютьенса возникли в этот момент первые разногласия с капитаном Линдеманом: последний настаивал на проходе через воды к югу от Исландии, однако Лютьенс настоял на движение через Датский пролив. Предложение генерал-адмирала Карльса о прохождении в Атлантику через водные просторы между Фарерскими островами и Исландией было проигнорировано Лютьенсом. Карльс полагал, что в Датском проливе и в водах к северу от Исландии к проблеме льдов добавлялся также риск патрулирования со стороны британцев, однако в этих же водах была крайне низкая видимость, что могло обеспечить и маскировку для кораблей Лютьенса. Споры с экипажем на этом не прекратились: метеоролог Хайнц Экстернбринк советовал увеличить скорость корабля, чтобы не отставать от быстро движущихся облаков, которые и обеспечивали прикрытие Лютьенсу, однако адмирал снова оставил это предложение без ответа, и Экстернбринк пожаловался фон Мюлленгейм-Рехбергу на то, что адмирал проигнорировал его доводы. Капитан Линдеман также пребывал в бешенстве: он прекрасно знал о сообщениях службы B-Dienst о передвижениях противника, в том числе и о наличии большой группы крупных кораблей в Скапа-Флоу. Старший медицинский сотрудник, доктор Отто Шнайдер заметил, что Линдеман прекрасно понимал степень всей опасности, грозящей кораблю. Только адмирал Лютьенс мог принять решение об отмене операции, однако он не обсуждал свои намерения ни с Линдеманом, ни с Бринкманом, вызывая их недовольство, и не давал ни единого намёка ни группе эсминцев сопровождения, с которыми он разминулся у Тронхейма, ни генерал-адмиралу Карльсу. Последний возмущался отсутствием поддержки хоть какой-либо связи, полагая, что Лютьенс постоянно колеблется; тот же до вечера 22 мая адмирал не сообщал о своих намерениях пройти через Датский пролив своим капитанам. Возможной причиной уверенности Лютьенса могло быть мнение о том, что соединение H британского флота должно было принимать участие в Критской операции и не вмешалось бы в ход операции в Северной Атлантике. В итоге плохая погода обеспечила ему должную маскировку: отказавшись от дозаправки, Лютьенс взял курс на запад, к северному побережью Исландии. Британцами были предприняты несколько попыток отправки авиации к норвежскому побережью с целью обнаружения крупной немецкой группы, однако им также помешала плохая погода.
Вечером 23 мая Лютьенсу стало окончательно ясно, что британцы следят за ним: с 19 по 20 часов у гренландского побережья немцами были обнаружены тяжёлые крейсеры «Норфолк» и «Саффолк». Получив информацию, Лютьенс передал своим подчинённым код JOTRODA, означавший разрешение открыть огонь. В результате пяти залпов британцы не понесли никакого урона и отступили, но остались на такой дистанции, чтобы по радару продолжать наблюдать за немцами. В то же время в результате залпов и последующих сотрясений от стрельбы носовой радар «Бисмарка» был выведен из строя, и Лютьенс приказал «Принцу Ойгену» идти впереди. Спустя некоторое время у «Бисмарка» заело кнопку управления рулём, и только усилиями Бринкмана удалось избежать столкновения. Во время шторма и шквального ветра Лютьенс предпринял попытку развернуться на 180 градусов, чтобы нанести неожиданный удар по британцам и припугнуть их, однако на радаре заметили этот курс и оперативно отступили. Достать своих преследователей Лютьенс не мог, полагая, что у них была какая-то новая система радиолокации, ещё не доступная немцам: в действительности немецкие корабли продолжали принимать излучение британских радаров, однако находились при этом вне зоны обнаружения британцев. Около полуночи контакт с британскими крейсерами был окончательно потерян.

### Сражение в Датском проливе

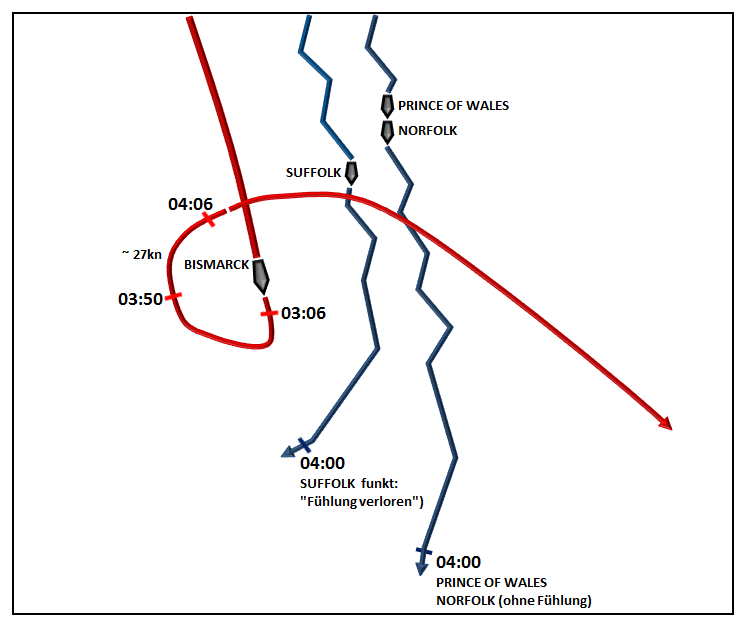
Полный разворот «Бисмарка» на 360 градусов, совершённый 25 мая и позволивший ему избавиться от преследования

24 мая 1941 года около 5 часов утра гидрофоны «Принца Ойгена» зафиксировали шум быстро вращающихся винтов, что говорило о приближении кораблей. Ими оказались линейный крейсер «Худ» (флагманский корабль, на его борту был вице-адмирал Ланселот Холланд) и линкор «Принц Уэльский». В 5:35 англичане обнаружили немцев визуально, а через 10 минут и немцы обнаружили англичан. Немецкое соединение шло к тому моменту со скоростью 28 узлов, пытаясь оторваться от преследования, однако и британцы двигались приблизительно с такой же скоростью. Лютьенсу доложили, что, судя по размерам надстроек, это были достаточно крупные корабли, однако идентифицировать их не представлялось возможным до приближения судов. Адмирал кригсмарине, следуя данному ему приказу, не намеревался ввязываться в бой: его первоначальные намерения заключались в попытке оторваться по скорости от британцев. Когда он опознал в головном корабле противника «Худ», то его желание избежать битвы только усилилось.
В 5:52 после сближения на 26 км «Худ» открыл огонь по немецким кораблям. Лютьенс не собирался стрелять в ответ, но передал старшему сигнальщику распоряжение просигналить «Принцу Ойгену», чтобы тот открыл огонь по находящемуся ближе всех британскому судну. Стрельба с «Бисмарка» не начиналась, к удивлению капитана Линдемана: фон Мюлленгейм-Рехберг полагал, что Лютьенс тогда колебался. Сами же британцы попали в невыгодное тактическое положение: немцы находились вне сектора стрельбы британских кормовых орудий главного калибра, поэтому британцы могли вести огонь только головными башнями. Британцы обстреливали преимущественно идущий первым «Принц Ойген», приняв его за «Бисмарк». Пока командир «Принца Уэльского», капитан Джон Лич, не указал на ошибку и не приказал перенести огонь на «Бисмарк». Старший артиллерийский офицер «Бисмарка» Адальберт Шнайдер неоднократно обращался за разрешением открыть ответный огонь, методично сообщая о залпах противника. Лютьенс, который сам был специалистом по артиллерии, предпочитал дождаться сокращения дистанции между кораблями: он беспокоился о запасе 380-мм снарядов, которые требовались для рейдерских операций и возможного будущего сражения. Также он не мог позволить себе провести пристрелку, предпочитая вести бой на малой дистанции и дожидаясь оптимального момента для открытия ответного огня. Однако, по свидетельствам барона фон Мюлленгейма-Рехберга, Линдеман в критический момент произнёс буквально следующее:

Я не позволю, чтобы мой корабль взорвался у меня под задницей. Разрешаю открыть огонь!
Оригинальный текст (нем.)Ich lasse mir doch mein Schiff nicht unter dem Arsch wegschießen. Feuererlaubnis!

Лютьенс не высказал никаких возражений против подобных действий Линдемана и разрешил открыть огонь. В 5:54, перед самым первым выстрелом «Бисмарка» произошло попадание снаряда «Принца Уэльского» в бак немецкого линкора (корабль был накрыт четвёртым залпом «Принца Уэльского»), а через минуту «Бисмарк» взял британцев на прицел и в 5:55 наконец-то открыл огонь, сосредоточив свои усилия именно на «Худе». Обстрел «Худа» вёлся с «Бисмарка» четырёхорудийными залпами. Параллельно велась стрельба с «Принца Ойгена»: первый залп, сделанный дежурными фугасными снарядами с головным взрывателем, немцы не разглядели из-за ответного залпа «Худа», второй залп фугасными снарядами с донным взрывателем обеспечил накрытие, а третьим залпом было достигнуто попадание в шлюпочную палубу «Худа» в районе третьей 102-мм установки левого борта, которое вызвало пожар кордитных зарядов дежурных выстрелов (предположительно, неуправляемых зенитных ракет). Первые три залпа «Бисмарка» прошли мимо «Худа», а четвёртый в 5:57 попал в корму британского линкора: загорелись пять пусковых установок зенитных неуправляемых снарядов и боеприпасы к ним. В 5:58 «Бисмарк» дал команду экипажу «Принца Ойгена» перенести огонь на второй корабль.
В 6:01, по наблюдениям Шнайдера, был произведён пятый залп «Бисмарка» с дистанции примерно в 16 км, который пришёлся точно в корпус «Худа». Были видны два крупных всплеска: как минимум один снаряд попал в «Худ», не произведя при этом никакого внешнего эффекта, вследствие чего артиллеристы сначала решили, что выпущенные снаряды не разорвались. Спустя мгновения после попадания прогремел мощный взрыв, расколовший «Худ» пополам и отправивший его на дно, однако причины этого взрыва до сих пор не установлены однозначно. Распространена версия, что попадание снаряда привело к взрыву артпогребов между грот-мачтой и задней трубой: предположительно, снаряд угодил в кормовой погреб главного калибра в районе грот-мачты, вследствие чего произошло возгорание кордита, приведшее к взрыву. В результате крушения погибли 1416 человек (в том числе адмирал Холланд), находившиеся на борту «Худа». Уничтожение «Худа» вызвало бурную реакцию экипажей на обоих немецких кораблях, в то время как Лютьенс сохранял внешнее спокойствие. В ходе боя немцы попали семь раз в «Принца Уэльского» — четыре попадания от «Бисмарка» и три от «Принца Ойгена» — вследствие чего капитан британского линкора Лич немедленно приказал отступить на безопасное расстояние.
Британцы поставили дымовую завесу, чтобы безопасно отступить: в 6:09 огонь прекратился, а в 6:13 «Принц Уэльский» начал отступать. Находившийся недалеко «Саффолк» в 6:19 сделал шесть залпов по «Бисмарку», однако вынужден был выйти из боя, поскольку шансов поразить немецкий линкор не было. Согласно свидетельствам выживших членов экипажа «Бисмарка», в это время на мостике сформировалась «напряжённая обстановка»: предполагается, что Лютьенс и Линдеман разошлись во мнениях по поводу дальнейших действий, но предмет их разногласий достоверно неизвестен. Имеется свидетельство о разговоре одного из штабных офицеров с фрегаттен-капитаном Гансом Оэльсом (нем. Hans Oels), в котором было сказано, что Линдеман пытался уговорить адмирала преследовать и добить повреждённый вражеский линкор. Лютьенс, в свою очередь, мог опасаться, что в случае продолжения боя «Бисмарк» и «Принц Ойген» будут двигаться в направлении, откуда могли появиться другие соединения британских тяжёлых кораблей. Историки предполагают, что у Лютьенса были серьёзные основания не доверять разведданным, поскольку военно-морская разведка незадолго до боя доложила адмиралу, что «Худ» находился у побережья Западной Африки. Из-за боя с «Принца Уэльским» корабли могли потерять драгоценное время, и Лютьенс принял решение уйти в Атлантику, чтобы избавиться от преследования и получить пространство для манёвров.
В ходе боя «Бисмарк» получил три попадания снарядами крупного калибра: первый пробил в носу трубопровод и поперечную переборку между отсеками XXI и XX, что привело к тому, что корабль принял от 1000 до 2000 т воды и получил дифферент в 2° на нос и небольшой крен на левый борт; также под водой оказались передняя водоотливная и нефтяная помпы, что привело к вытеканию топлива. Второй снаряд разрушил адмиральский катер по левому борту, пролетев дальше без взрыва; третий пробил борт в отсеке XIV, взорвавшись при попадании в левую противоторпедную переборку и разрушив в турбогенераторном отделении № 4 главный паровод и турбогенератор, а также повредив несколько топливных баков. Последующие затопления водой увеличили дифферент на нос до 3° и крен на левый борт до 9°. Для уменьшения поступления воды внутрь корабля в какой-то момент линкору пришлось сбросить скорость до 22 узлов, чтобы наложить на пробоины пластыри, а повреждённую котельную левого борта № 2 и вовсе отключить. Вытекание топлива в дальнейшем облегчило задачу британцам по обнаружению «Бисмарка». Тактика Лютьенса, применённая в бою в Датском проливе, оказалась полезной в двух аспектах. После уничтожения «Худа» он пошёл прямо на своих преследователей, вынудив их отступить, в то время как «Принц Ойген» ушёл с радара. 25 мая, в день своего 52-летия, несмотря на постоянную боеготовность и усталость, адмирал сделал ещё один сильный ход: он дал команду «полный вперёд» и затем совершил поворот на 270 градусов, когда линкор уже был почти в зоне досягаемости вражеских радаров. Британцы, решив, что в окрестностях появились немецкие субмарины, начали совершать зигзагообразные манёвры, чтобы сбить мнимых подводников с толку. Малейший поворот налево позволил бы «Бисмарку» попасть на британские радары, однако Лютьенс благодаря сложно выполняемому манёвру ушёл от преследования, не позволив британцам снова установить связь.

### Командование в кризисной ситуации. Курс на Сен-Назер
Бой в Датском проливе закончился в 6:32 утром 25 мая, в день 52-летия Лютьенса. Адмирал отправил радиограмму командованию группы «Север» об уничтожении «Худа» и повреждении ещё одного линкора, за который он принимал либо «Кинг Джордж V», либо «Ринаун». Лютьенс отправил это сообщение в Вильгельмсхафен и Берлин, а также обоим военно-морским командованиям. Однако из-за плохой погоды в районе Гренландии донесение в Вильгельмсхафене было получено только в 13:26, а в Берлине — в 14:40. Не получив подтверждения, Лютьенс начал передавать радиограмму непрерывно, периодически её повторяя. Также в 7:05 он сообщил координаты потопления «Худа», добавив сообщение о намерении идти в Сен-Назер, однако и это дополнение до командования не дошло. Уйдя от преследователей и начав радиопередачу, Лютьенс нарушил радиомолчание: перехват сообщения позволил британцам примерно вычислить широту, на которой находился корабль, но не долготу. Адмирал полагал, что его отслеживают, однако Западная военно-морская группа давала ему указание отправлять только тактические радиосообщения и не вести длительный радиообмен с Парижем, чтобы не попасться снова британцам. Лютьенс, не доверявший B-Dienst, проигнорировал это предупреждение: находясь достаточно далеко от своих преследователей и пользуясь тем, что вплоть до вечера 25 мая британцы не понимали, куда ушёл линкор, он совершил серьёзную ошибку, выйдя в эфир. Перехваченное сообщение с борта линкора позволило британцам организовать в последующие двое суток авианалёты на «Бисмарк».

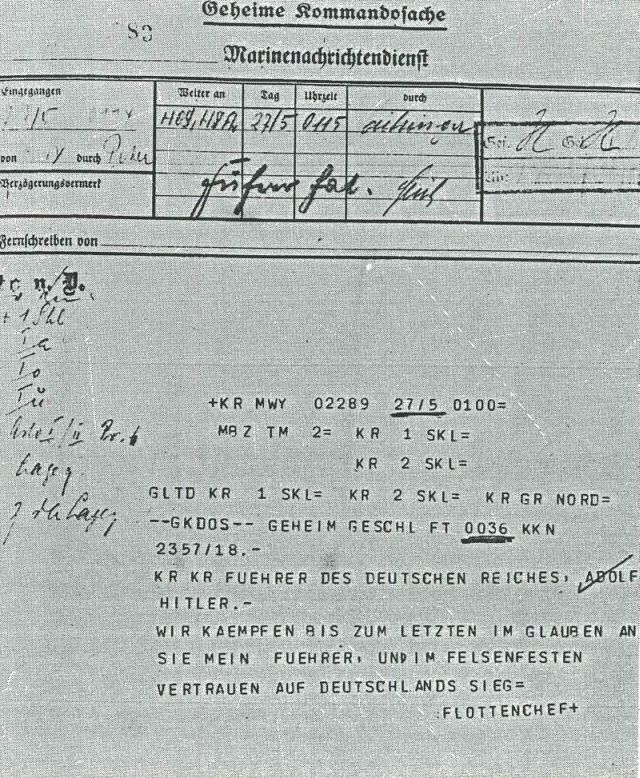
Последняя радиограмма Лютьенса, в которой он заявляет фюреру, что будет сражаться против британцев до конца

25 мая в 8:01 без обсуждения с Линдеманом или Бринкманом Лютьенс передал по радио Верховному командованию кригсмарине подтверждение, что «Бисмарк» намерен идти в Сен-Назер, а «Принц Ойген» займётся борьбой против транспортов. Он сообщил о потере генераторного отделения № 4, контролируемых затоплениях в котельном отделении № 2 и максимальной скорости в 28 узлов. Радиограмма дошла до Карльса с опозданием на 7 часов, что тот списал на сбитые во время боя антенны, хотя сам был озабочен и  удивлён решением Лютьенса отказаться от продолжения участия в рейдах. При этом своему командованию Лютьенс не сообщил ни о пробоине в носу, ни о разрушенных топливных баках и заливавшейся в них морской воде. Редер и его штаб не могли дать никаких приказов Лютьенсу, поскольку не имели точных сведений о состоянии немецкой оперативной группы. Ситуацию ухудшал густой топливный след, оставляемый «Бисмарком» и позволявший британцам проследить за перемещениями корабля. Карльс, изучив радиоперехват британских кораблей и установив, что за «Бисмарком» идут два крейсера, но не имея никаких данных о корабле, в 10:36 передал Лютьенсу радиограмму с приказом сообщить свои координаты и сделать выбор между отрывом от преследователей и наведением англичан на линию патрулирования немецких субмарин. В то же время ещё в 10:00 во время семафорного обмена с «Принцем Ойгеном» выяснилось, что «Бисмарк» не получил три радиограммы от группы «Норд», вследствие чего текст радиограмм пришлось передавать тем же семафорным способом с «Принца Ойгена» на «Бисмарк». Радиограммы содержали сведения о расстановке сил противника в Атлантике (преимущественно о движении эскортов и действии подводных лодок против них). Причины того, почему «Бисмарк» не получил эти сообщения, остались неизвестными, однако, по мнению фон Мюлленгейма-Рехберга, этот факт мог серьёзно поколебать доверие Лютьенса к радистам линкора.
Историки расходятся в оценках того, что именно привело Лютьенса к решению идти в Сен-Назер. Адмирал старался учитывать все особенности своего сложного предложения. Во-первых, он полагал, что за ним осуществляла наблюдение группа военных кораблей, оснащённых более мощным и совершенным радаром. Во-вторых, его группа лишилась своего главного преимущества в виде элемента неожиданности. В третьих, запасы топлива на линкоре иссякали: решение не дозаправляться ни на норвежском побережье, ни в Северном море становилось теперь решающим в данной обстановке. В-четвёртых, Лютьенс полагал, что выступающую против него группу возглавлял линкор «Кинг Джордж V» и что она пыталась заманить «Бисмарк» в ловушку, заготовленную британцами, которые уже знали о судьбе «Худа». В-пятых, из-за пробоин в топливных баках и последующего затопления пустых цистерн морской водой снизилась скорость корабля, а свою роль также сыграли отключение электроэнергии в ряде систем и попадание морской воды в линии подачи топлива, что выводило из строя два котла на корабле. По одному из предположений, выбор Сен-Назера в качестве пункта назначения мог быть обоснован тем, что французские порты находились ближе к территории Атлантики, где можно было бы охотиться на грузовые суда; в Сен-Назере находился большой сухой док, где можно было бы осуществить ремонт; также Лютьенс мог рассчитывать на помощь немецких субмарин в Северной Атлантике, которые бы атаковали его преследователей, а открытый океан давал бы ему возможность скрыться от британцев. Однако серьёзная ситуация с заправкой топлива вынудила его отказаться от использования поддержки субмарин.
По другой версии, путь через Датский пролив к Бергену или Тронхейму мог быть намного короче, чем в Сен-Назер, а плохая погода обеспечила бы на некоторое время защиту обоим кораблям, однако сражение в Датском проливе позволяло сделать выводы, что даже при плохой погоде британцы способны поддерживать радиообмен, а над Норвежским морем, по мнению моряков, могла быть организована британская авиаразведка. Возможно, что Лютьенс не желал подходить слишком близко к Британским островам и сталкиваться с крупнейшей концентрацией сил противника в виде флота, авиации и войск береговой обороны. Передавая своему командованию сообщение о намерении идти в Сен-Назер, Лютьенс сообщил, что в распоряжении британцев находятся мощные радиолокационные устройства, намекая на то, что тем якобы могут быть известны координаты корабля. Капитан «Принца Ойгена» Гельмут Бринкманн не мог понять, на основании чего Лютьенс считал, что британцам могло быть известно его местонахождения, хотя в своём журнале отметил, что слишком частое использование радиосвязи чревато серьёзной опасностью: британцы могли не только перехватить, но и с лёгкостью расшифровать переговоры экипажей. Для Бринкманна, согласно его же записям, остались неизвестными причины, побудившие Лютьенса идти в Сен-Назер.

### Потеря управления
В полдень 25 мая «Принц Ойген» отделился от «Бисмарка» с указаниями выдерживать прямой курс в течение трёх часов («Бисмарк» в то время должен был повернуть на запад под прикрытием дождевого шквала), а после действовать уже самостоятельно. Однако из-за обнаружения британцами корабли держались вместе до 6 часов вечера, пока «Бисмарк» и «Ойген» не разделились окончательно: тогда же произошла очередная перестрелка с «Саффолком». Примерно в тот же время, когда состоялось отделение, в связи с неблагоприятным развитием событий Лютьенс обратился к экипажу со следующей речью, в которой констатировал, что «Бисмарк» оказался в критической ситуации:

Экипаж корабля «Бисмарк»! Вы покрыли себя великой славой! Потопление линейного крейсера «Худ» имеет не только военную, но и моральную ценность, поскольку «Худ» был гордостью Англии. Отныне враг будет пытаться собрать свои боевые корабли и бросить их на нас. Поэтому вчера в полдень я отправил «Принц Ойген» в свободное плавание, чтобы он возглавил охоту на транспортные корабли. Ему удалось миновать противника. Нам же был дан приказ добраться до французского порта в связи с полученными попаданиями. На нашем пути соберутся противники, которые завяжут с нами бой. Немецкий народ с вами, и мы будем стрелять до тех пор, пока не раскалятся орудийные стволы и пока не будет выпущен последний снаряд. Для нас, солдат, может быть только победа или смерть!
Оригинальный текст (нем.)Soldaten vom Schlachtschiff Bismarck! Ihr habt euch großen Ruhm erworben! Die Versenkung des Schlachtkreuzers Hood hat nicht nur militärischen, sondern auch moralischen Wert, den Hood war der Stolz Englands. Der Feind wird nunmehr versuchen, seine Streitkräfte zusammenziehen und auf uns anzusetzen. Ich habe daher Prinz Eugen gestern Mittag entlassen, damit er eigenen Handelskrieg im Atlantik führt. Ihm ist es gelungen, dem Feind zu entweichen. Wir dagegen haben Befehl enthalten, in Anbetracht der erhaltenen Treffer einen französischen Hafen anzulaufen. Auf dem Weg dorthin wird sich der Feind sammeln und uns zum Kampf stellen. Das deutsche Volk ist bei euch, und wir werden schießen, bis die Rohre glühen und bis das letzte Geschoß die Rohre verlassen hat. Für uns Soldaten heißt es jetzt: Siegen oder Sterben!

Пессимистическая речь Лютьенса не могла не сказаться на моральном состоянии команды. Выжившие члены экипажа рассказывали, что были потрясены пессимизмом адмирала, который не был уверен в том, что корабль дотянет до Франции и что команда выживет: некоторые из штабных офицеров стали носить спасательные жилеты. Линдеман пытался ободрить моряков, через час выступив с речью о том, что скоро на помощь кораблю придут подлодки и силы люфтваффе: ему удалось частично рассеять уныние и убедить моряков вернуться к исполнению своих обязанностей. В тот же день, когда моряки слушали речь адмирала, Лютьенс получил сообщения с наилучшими пожеланиями от Гитлера и Редера, причём от Фюрера сообщение было кратким и сухим. Тем же вечером в 22:00 с авианосца «Викториес» вылетели восемь торпедоносцев-бипланов Fairey Swordfish, которые уступали многим аналогичным самолётам по характеристикам. Обнаружив «Бисмарк», они сбросили торпеды, одна из которых попала в подводную часть главного пояса в районе фок-мачты, что привело к увеличению дифферента на нос и временно снизило скорость корабля; в ходе боя, по данным немцев, было сбито пять самолётов. Немцы оперативно поправили защитные брезентовые матрасы, которые предотвращали попадание воды в носовую часть, и сумели поднять скорость до 20 узлов. Стремясь избавиться от преследователей во главе с «Саффолком», «Бисмарк» совершил поворот на 270° на правый борт и, разорвав радиолокационный контакт, взял курс на Сен-Назер, всё ещё опасаясь, что находится в зоне действия британских радаров.
Утром 26 мая в 9:00 Лютьенс отправил радиограмму с сообщением о нападении британцев и текущей ситуацией, после чего в 10:00 по приказу командования прекратил связь. Британцы перехватили радиограмму и позже вышли на след линкора, хотя первоначально допустили ошибку в расчётах. Благодаря самолёту Consolidated Catalina сумели по нефтяному следу добраться до «Бисмарка», и в течение дня были предприняты три атаки на линкор: последняя состоялась вечером в 20:47, когда с борта «Арк Ройял» в третий раз вылетели 15 торпедоносцев. В результате атаки две торпеды угодили в корабль: одна попала в корму, затопив левый тоннель гребного вала, а вторая повредила румпельное отделение и разрушила рулевую систему корабля, заклинив оба руля. Правый руль немцы сумели вывести в нейтральное положение, но с левым поделать ничего не смогли, и корабль потерял управление, оказавшись не в состоянии идти дальше.

## Гибель
О своей тяжёлой ситуации и полной потере манёвренности Лютьенс сообщил командованию в 21:40 26 мая. В ночь с 26 на 27 мая линкор был атакован группой британских эсминцев, к которым позже присоединились линкоры «Кинг Джордж V» и «Родни», крейсеры «Норфолк» и «Дорсетшир». Поскольку у «Бисмарка» заканчивалось топливо и были повреждены рули, у него не было возможности хоть как-то добраться до Франции, а британцы могли легко подготовиться к уничтожению корабля. 26 мая в 23:58 Лютьенс передал Западной группе и штабу ВМС радиограмму следующего содержания:

Мы сражаемся до последнего с верой в Вас, мой фюрер, и с твёрдой, как скала, верой в победу Германии.
Оригинальный текст (нем.)Wir kämpfen bis zum Letzten im Glauben an Sie, mein Führer, und im felsenfesten Vertrauen auf Deutschlands Sieg.

27 мая в 1:53 фюрер отправил ответную радиограмму: «Благодарю вас от имени всего немецкого народа. Адольф Гитлер». Позже была отправлена ещё одна радиограмма: «Экипажу линкора „Бисмарк“: с вами вся Германия. Чему быть, того не миновать. Ваша преданность вашему долгу укрепит наш народ в борьбе за выживание. Адольф Гитлер».
Ранним утром 27 мая «Бисмарк» следовал северо-западным курсом со скоростью 7 узлов и лёгким креном на левый борт. По свидетельству барона Мюлленгейма-Рехберга, Лютьенс молча приветствовал барона, не проронив ни слова: казалось, что и Лютьенс, и Линдеман словно закрылись в «собственных мирках». Адмирал отправил последнюю радиограмму группе «Вест» с просьбой выслать подлодку для подбора документов (в том числе судового журнала корабля), закончив её словами:

Корабль больше не может маневрировать. Сражаемся до последнего снаряда. Слава фюреру!
Оригинальный текст (нем.)Schiff manövrierunfähig. Wir kämpfen bis zur letzten Granate. Es lebe der Führer!

Историки считают упоминание фюрера не выражением политических взглядов Лютьенса, а проявлением обычных формальностей и демонстрацией готовности исполнять свой воинский долг. Лютьенс решил не скрывать от команды участь, которая её ждёт, и приказал открыть все склады на корабле, дав экипажу возможность делать всё что угодно: экипаж тогда понял, что участь корабля предрешена.
Перед последним боем Лютьенс приказал погрузить судовой журнал, фильм боя с «Худом» и ряд секретных документов на гидросамолёт Arado Ar 196, чтобы эвакуировать их, однако попытки запуска самолёта, предпринятые с 5 до 6 утра, не увенчались успехом: из-за повреждения катапульты для запуска гидросамолётов (была повреждена магистраль подачи сжатого воздуха) самолёт так и не взлетел. В итоге машину сбросили в море, чтобы избежать пожара. В 7:53 с «Норфолка» было направлено сообщение на «Родни» об обнаружении «Бисмарка» на радарах, а в 8:15 немецкий линкор оказался в зоне видимости «Норфолка». В 8:30 в последний раз на борту линкора «Бисмарк» прозвучал сигнал тревоги, в 8:47 «Родни» открыл огонь, через минуту совершил первые залпы «Кинг Джордж V», а спустя ещё минуту своим огнём ответил «Бисмарк», атакуя «Родни». В 8:53 в капитанский мостик угодил снаряд, выпущенный «Родни»: предположительно, именно в этот момент и погиб адмирал Гюнтер Лютьенс. По мнению фон Мюлленгейма-Рехберга, смерть адмирала могла произойти в промежуток между 8:45 и 9:00, а в момент гибели Лютьенс должен был находиться на своём посту.
Примерно в 10:00 огонь прекратился, когда были уничтожены все орудийные башни линкора: тогда же немцы приняли решение затопить корабль. Линкор был добит торпедами с крейсера «Дорсетшир», затонув в 10:36 примерно в 560 км или 300 морских милях от французского острова Уэсан (48°10′ с. ш. 16°12′ з. д.) (по другим данным, в 10:39 в 400 морских милях от берега Франции). Были спасены только 116 человек.

## Личная жизнь
Супругой Гюнтера Лютьенса стала Маргарете Бакенкёлер, дочь советника по вопросам гигиены, доктора Герхарда Бакенкёлера. Свадьба состоялась в 1929 году. Брат Маргарете, адмирал Отто Бакенкёлер, был начальником Лютьенса и занимал должность начальника штаба командования флотом с 24 октября 1939 по 31 июля 1940 года. В браке родились четверо детей: старший сын Герхард (31 августа 1930, Свинемюнде), средний сын Гюнтер (28 августа 1932, Берлин), дочь Аннемари (27 августа 1939) и младший сын Петер (родился спустя почти месяц после гибели отца).
Историками не было представлено доказательств того, что Лютьенс каким-либо образом ассоциировал себя с национал-социалистами: прежде всего, он считал себя офицером немецкого флота с характером, сформировавшимся ещё во времена Германской империи. Его отношение к службе не изменилось и после прихода нацистов к власти: Лютьенс оставался лояльным Германии, во главе которой стал Гитлер. В то же время Лютьенс был противником антисемитской политики Третьего рейха: адмирал осуждал события Хрустальной ночи, а фюрера во время его визита на борт «Бисмарка» приветствовал традиционным воинским салютованием, а не нацистским вскидыванием руки. Отношения между Лютьенсом и фюрером были настолько холодными, что в день своего 52-летия Лютьенс получил краткую телеграмму от фюрера «Наилучшие пожелания по случаю вашего дня рождения» (нем. Beste Wünsche zu Ihrem Geburtstag), а бумагу с текстом сообщения скомкал и сложил в карман. Несмотря на упоминания фюрера в последних радиограммах Лютьенса, историки полагают, что это было традиционное напоминание о верности Германии, а не фюреру: такую же радиограмму отдавал капитан затопленного крейсера «Адмирал Граф Шпее».

## Образ в культуре
В фильме 1960 года «Потопить „Бисмарк“» роль адмирала Гюнтера Лютьенса исполнил чешский актёр Карел Штепанек. Образ Лютьенса в фильме оказался абсолютно противоположен личности реального Лютьенса: в фильме тот изображался в виде типичного убеждённого нациста, помешанного на идее непотопляемости своего линкора, хотя подобного в действительности просто не могло быть. Убеждённый в сложности выполнения задач «Бисмарка», незадолго до последнего боя реальный Лютьенс недвусмысленно дал команде знать, что шансов остаться в живых у них нет. Помимо этого, в фильме звучит приказ Лютьенса Линдеману немедленно открыть огонь по «Худу» и «Принцу Уэльскому», хотя в реальности Линдеман сам взял на себя инициативу из-за нежелания адмирала ввязываться в бой.

## Память

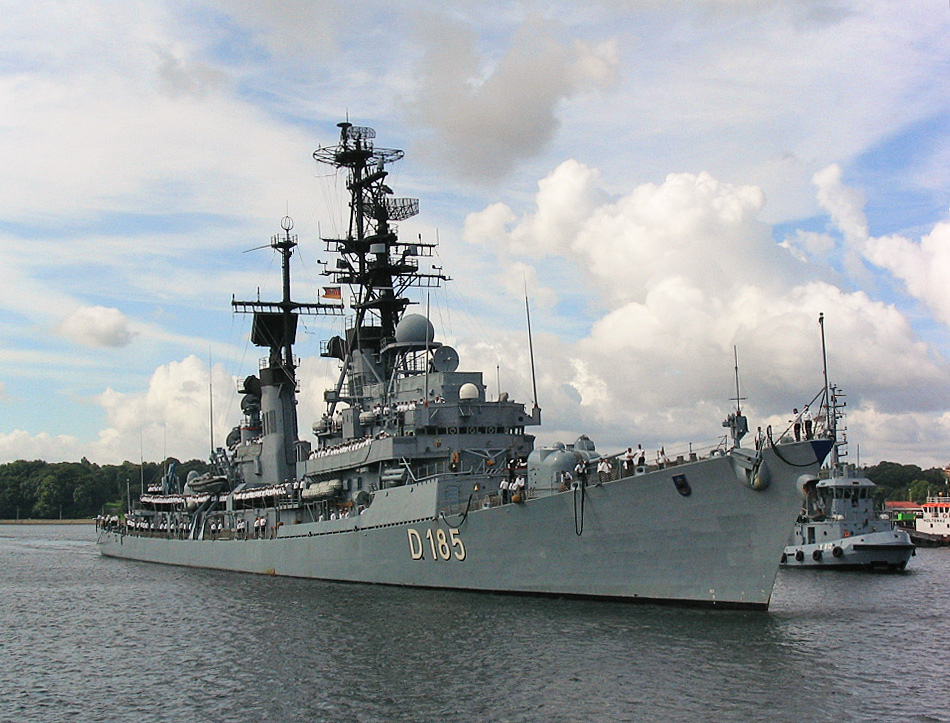
Эсминец «Лютьенс» (D185)

Именем адмирала Гюнтера Лютьенса был назван эсминец с управляемым ракетным оружием бундесмарине (номер D165). 11 августа 1967 года он был спущен на воду в городе Бат (штат Мэн), а его крещение провела Герда Лютьенс, жена Герхарда Лютьенса, старшего сына адмирала. Статс-секретарь федерального министерства обороны ФРГ Карл Карстенс заявил, что Лютьенс продемонстрировал пример «непоколебимого чувства ответственности и благочестивой верности долгу».
Выбор имени Лютьенса для нового эсминца был достаточно спорным, однако тогдашний министр обороны Герхард Шрёдер желал покончить с табу на известных военачальников Второй мировой, которые не были ни нацистами, ни участниками заговора против Адольфа Гитлера. Инспектор бундесмарине Фридрих Руге опасался, что о Лютьенсе знают не так уж хорошо, и предлагал имена «Аденауэр», «Берлин» или «Роммель» в качестве альтернативы, однако Шрёдер настаивал на том, чтобы имена новых кораблей стали мостом к прежним традициям, и защищал идею о наименовании эсминцев в честь знаменитых военных вермахта, кригсмарине и люфтваффе. Военно-исторический отдел вооружённых сил Германии к тому моменту добился полного очищения имени Лютьенса от ложных слухов, а Шрёдер лишь подкрепил свои намерения словами:

У нас должно быть мужество отдать честь тем людям, которые отважно и верно служили своей родине.
Оригинальный текст (нем.)Wir müssen den Mumm haben wie jedes andere Volk, Männer zu ehren, die ihrem Lande tapfer und treu gedient haben.

Во время спуска на воду один из американских рабочих Bath Iron Works спросил немецких журналистов о том, действительно ли в Германии героями считают только нацистов, вследствие чего некоторые американские газеты стали публиковать новость о том, что эсминец был назван в честь нациста. Скандал усилился после того, как на вертолёте, на котором перевозили представителей немецкой делегации, один из журналистов заметил эмблему бундесвера, однако по ошибке назвал её балкенкройцом, а позже американские радиоведущие стали утверждать, что на борту была изображена свастика.
Позже имя Лютьенса также дали целому типу эсминцев: к этому типу относились также эсминцы «Мёльдерс» (в честь полковника люфтваффе Вернера Мёльдерса) и «Роммель» (в честь фельдмаршала вермахта Эрвина Роммеля).

## Итог карьеры

### Награды
- Железный крест (1914)
  - 2-й класс (6 октября 1915)[12]
  - 1-й класс (17 августа 1916)[12]
- Рыцарский крест ордена Дома Гогенцоллернов с мечами (24 ноября 1917)[12]
- Крест Фридриха Августа 2-го и 1-го класса (Ольденбург)[12]
- Рыцарский крест 2-го класса ордена Церингенского льва[12]
- Ганзейский крест Гамбурга (18 июня 1917)[12]
- Почётный крест Первой мировой войны 1914/1918 (12 сентября 1934)[12]
- Медаль «За выслугу лет в вермахте» с 1-го по 4-го классы (2 октября 1936)
- Командир Большого креста со звездой Ордена Заслуг Венгерской Республики (20 августа 1938)[7]
- Почётный знак Немецкого Красного Креста 1-го класса (17 сентября 1938)
- Медаль «В память 22 марта 1939 года» (26 октября 1939)[7]
- Медаль «В память 1 октября 1938 года» (20 декабря 1939)[7]
- Пряжка к Железному кресту
  - 2-й класс (4 сентября 1939)[12]
  - 1-й класс (25 октября 1939)[12]
- Нагрудный знак «За ранение» (1939) в чёрном (20 февраля 1940)
- Рыцарский крест Железного креста (14 июня 1940) как вице-адмирал и командующий разведывательными силами[160][161]
- Нагрудный знак эсминца (11 ноября 1940)[7]
- Нагрудный знак флота (9 мая 1942)[7]

### Продвижение по службе

Документы
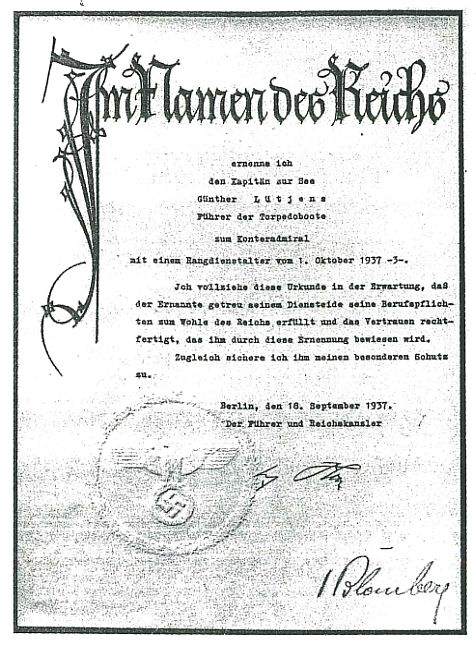
Повышение до контр-адмирала
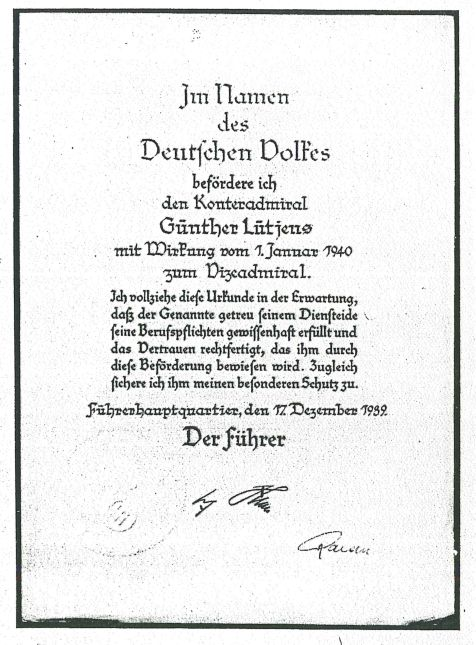
Повышение до вице-адмирала
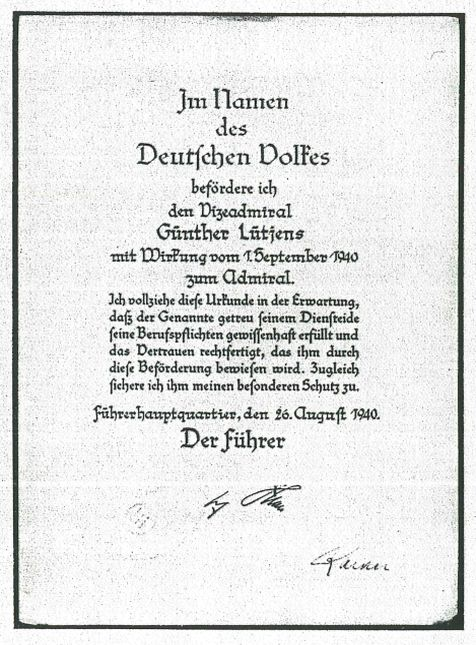
Повышение до адмирала
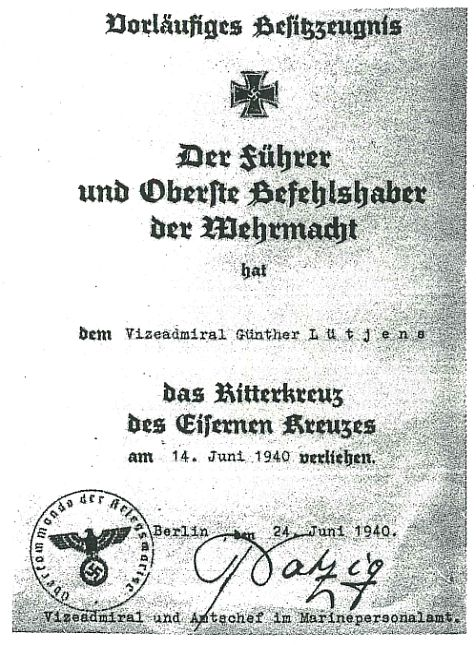
Временный документ о награждении Рыцарским крестом Железного креста

| 3 апреля 1907:    | Зеекадет (нем. Seekadett)                                        |
| 21 апреля 1908:   | Фенрих-цур-зее (нем. Fähnrich zur See)                           |
| 28 сентября 1910: | Лейтенант-цур-зее (нем. Leutnant zur See)                        |
| 27 сентября 1913: | Оберлейтенант-цур-зее (нем. Oberleutnant zur See)                |
| 24 мая 1917:      | Капитан-лейтенант (нем. Kapitänleutnant)                         |
| 1 апреля 1926:    | Корветтен-капитан (нем. Korvettenkapitän)                        |
| 1 октября 1931:   | Фрегаттен-капитан (нем. Fregattenkapitän)                        |
| 1 июля 1933:      | Капитан-цур-зее (нем. Kapitän zur See)                           |
| 18 сентября 1937: | Контр-адмирал (нем. Konteradmiral), старшинство с 1 октября 1937 |
| 17 декабря 1939:  | Вице-адмирал (нем. Vizeadmiral), старшинство с 1 января 1940     |
| 26 августа 1940:  | Адмирал (нем. Admiral), старшинство с 1 сентября 1940            |